# Häxprocess

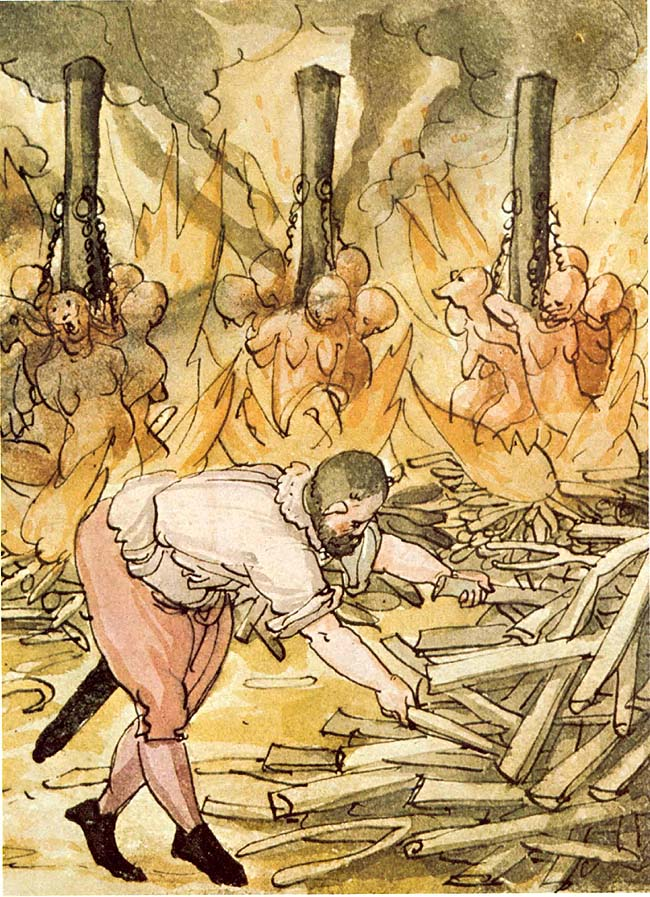
Häxor bränns i Europa.

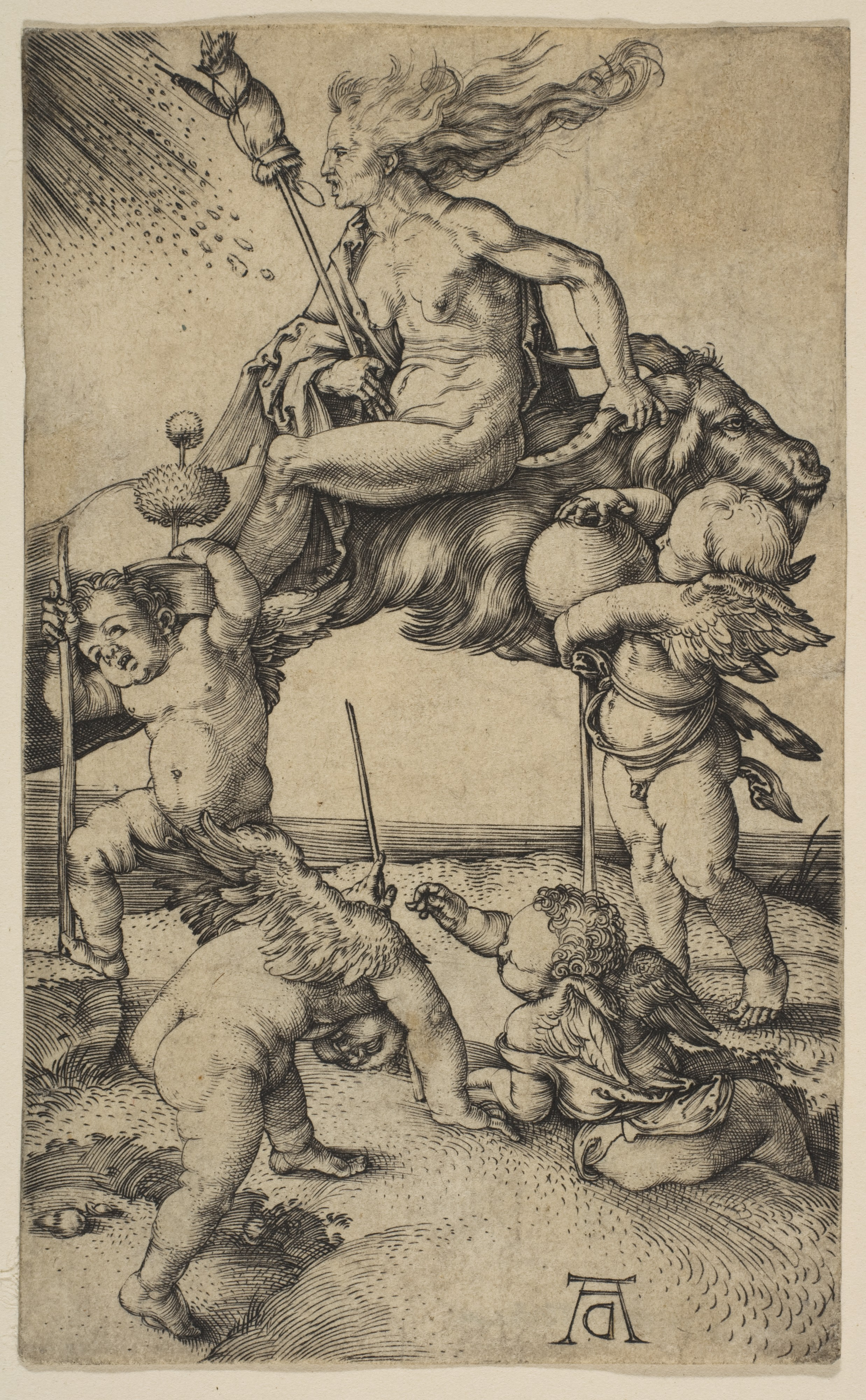
Häxan, Albrecht Dürer.

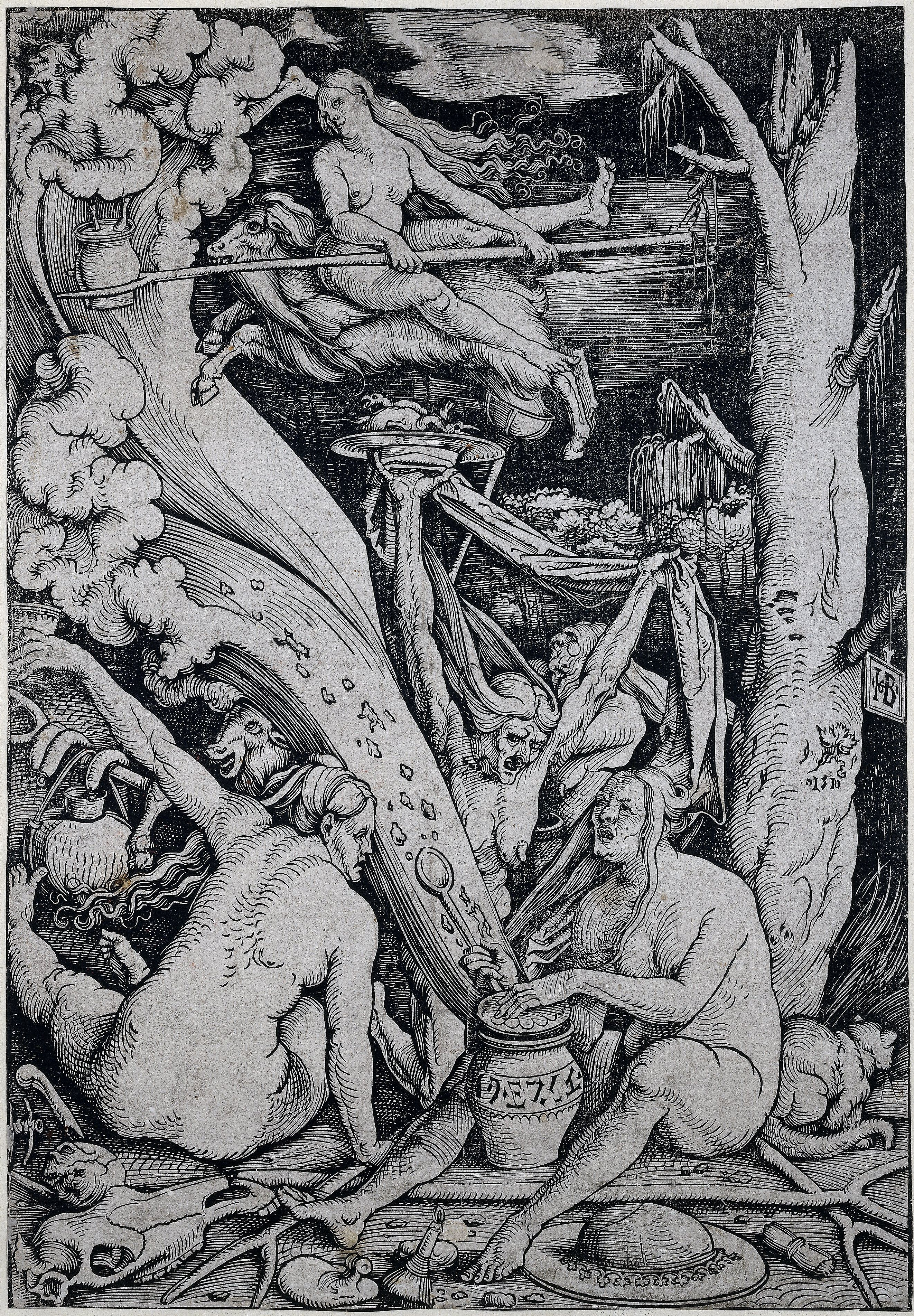
Häxor, 1510

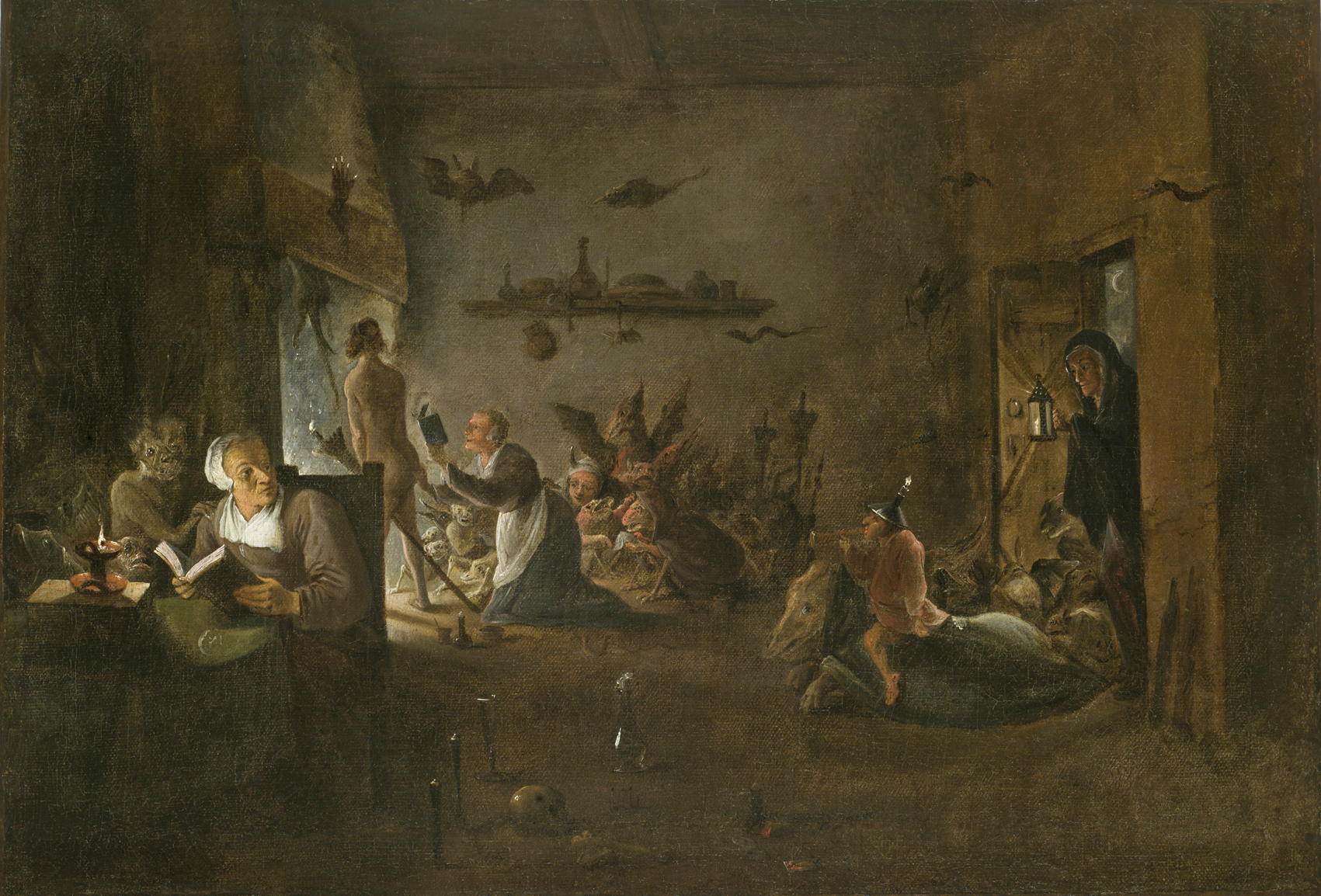
Preparation for the Witches' Sabbath (David Teniers), 1640

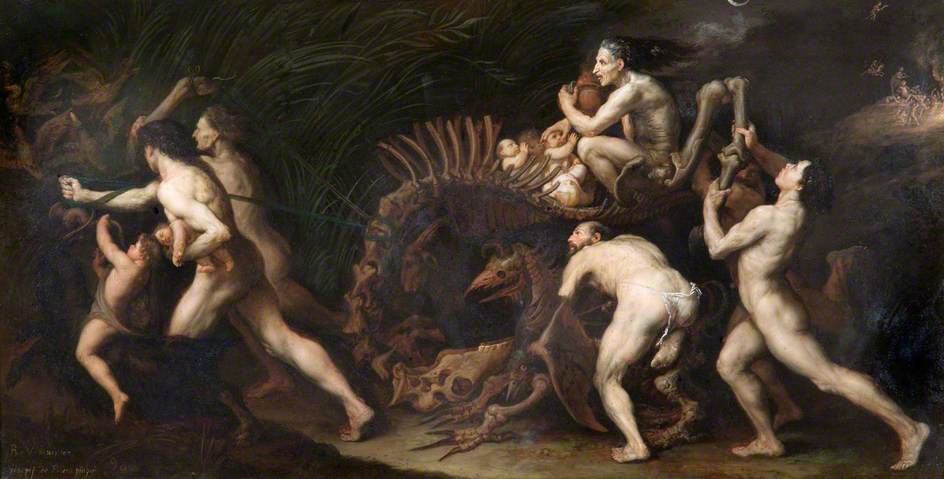
Hecate's procession by the witches, 1600-talet

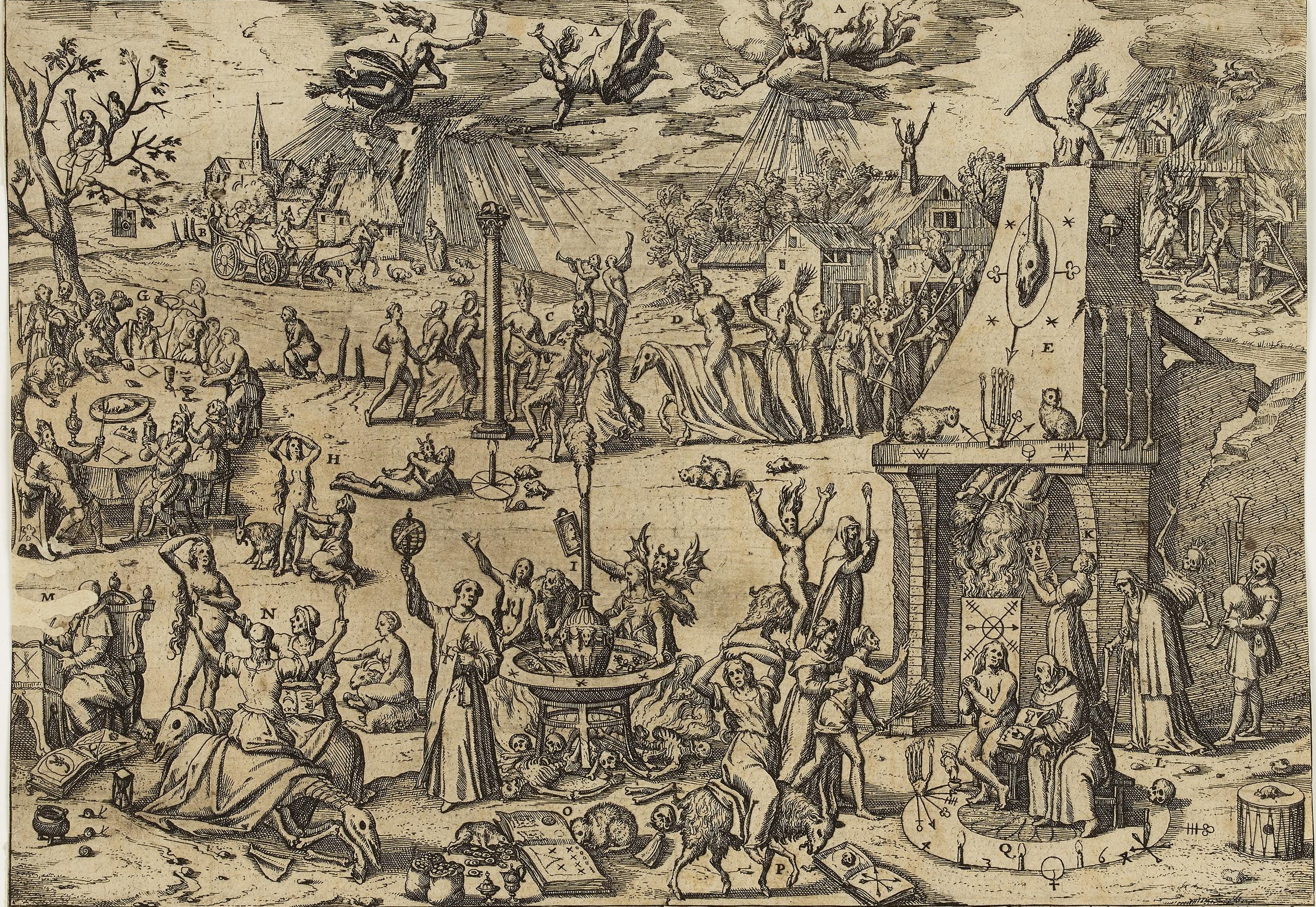
. Häxsabbat. Thomas Sigfrid (1593).

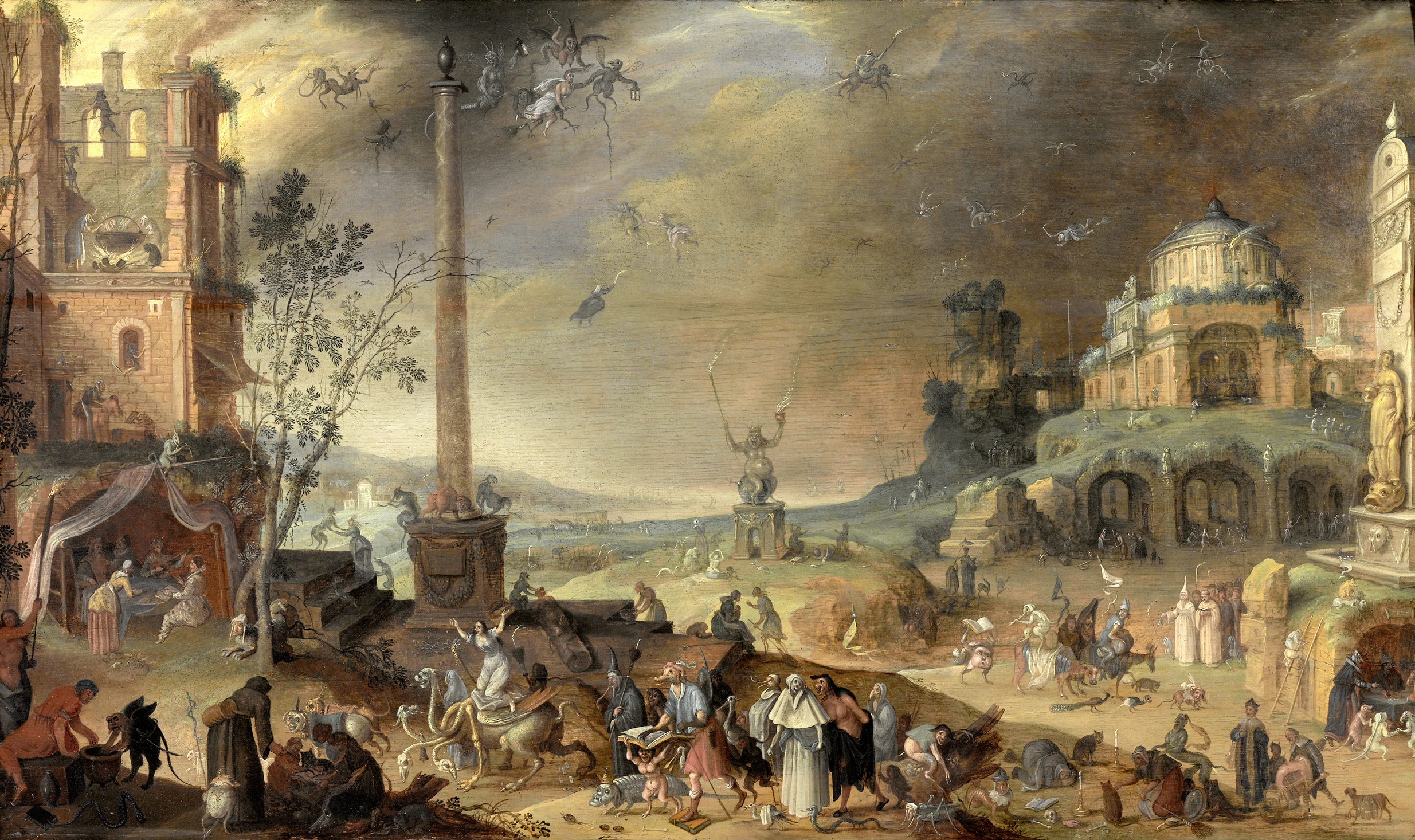
Häxsabbat, 1636

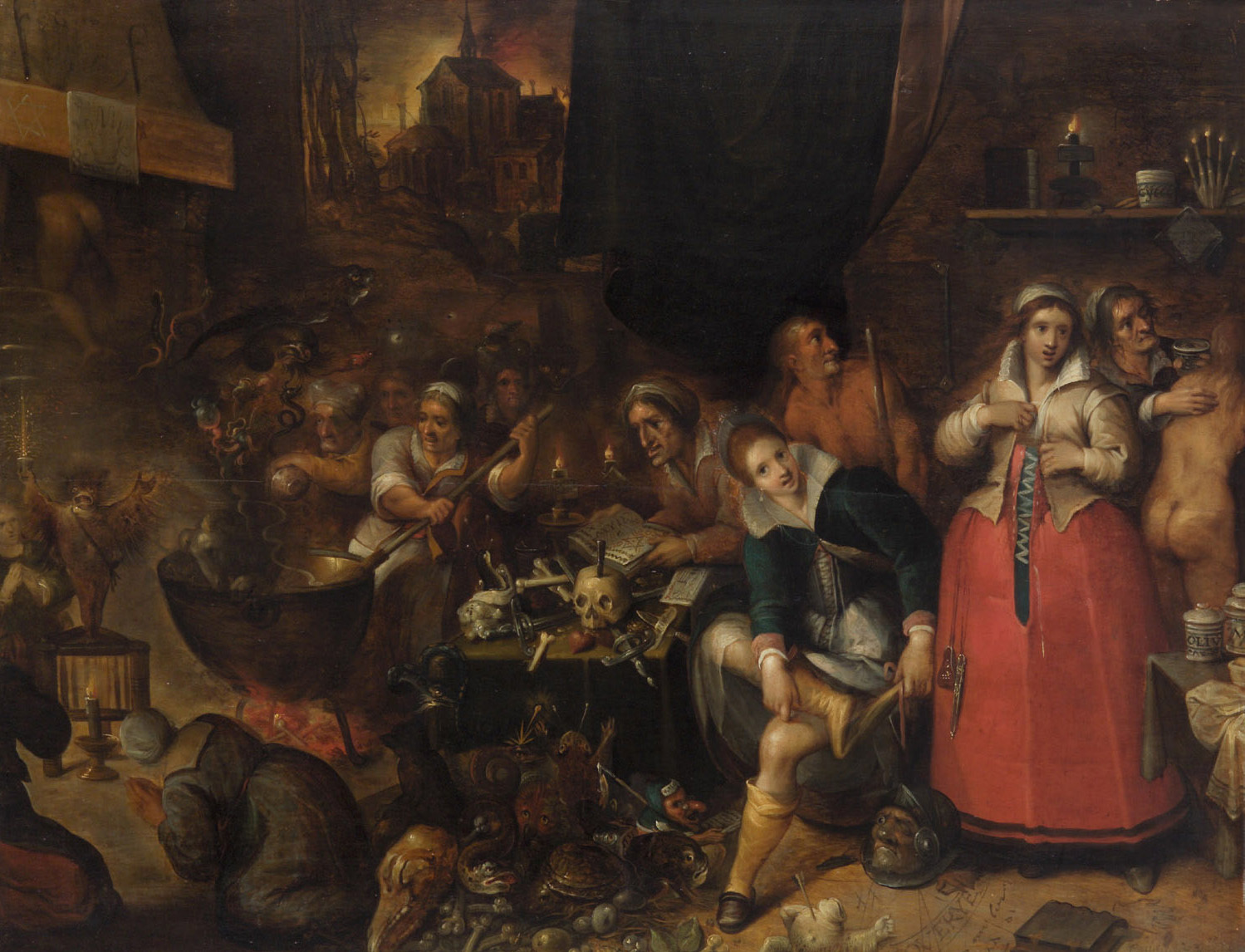
Frans II Francken – A Witches' Kitchen, 1610

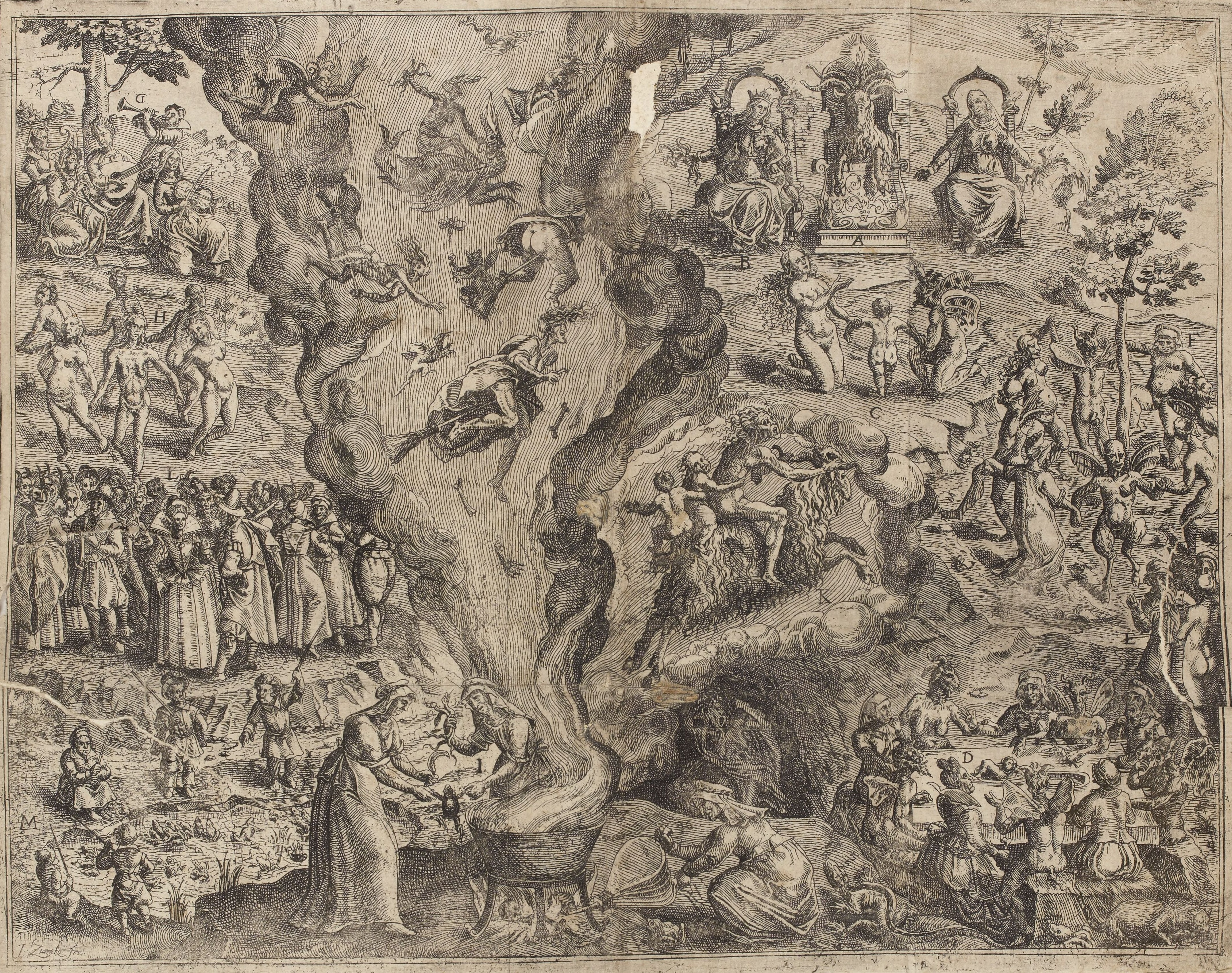
Häxsabbat, 1613, Pierre de Lancre

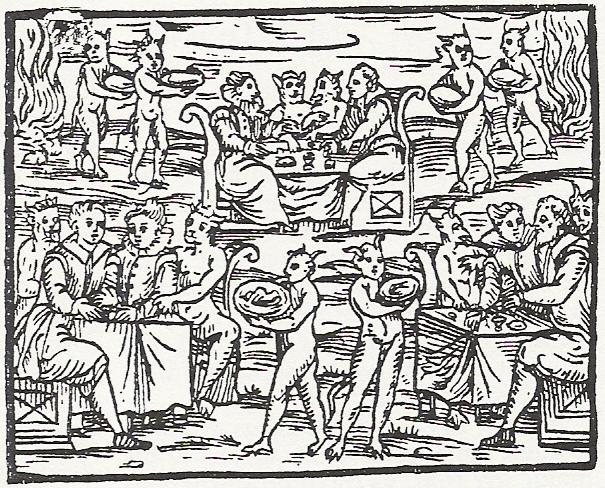
Häxor, 1608

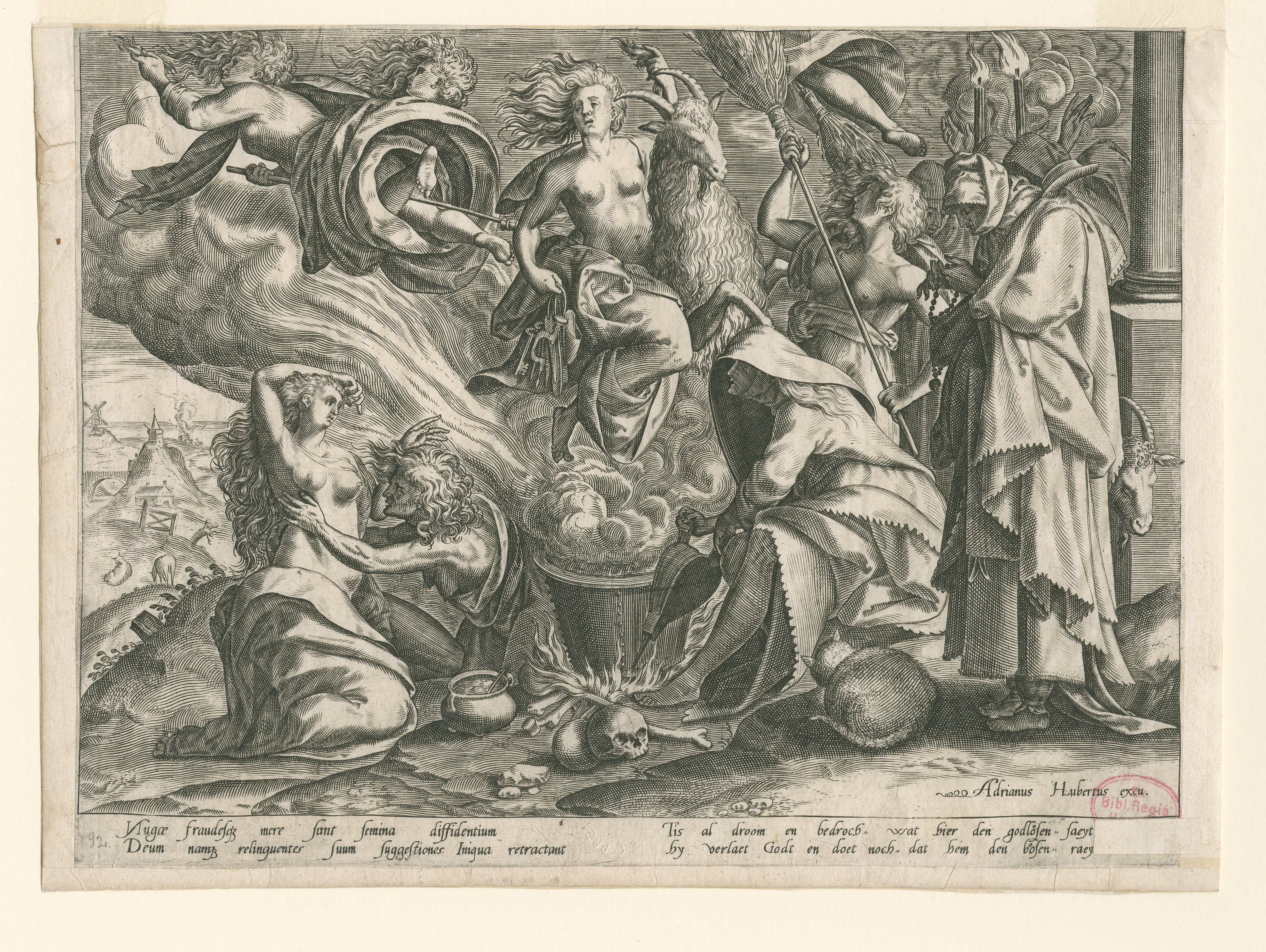
Häxsabbat, 1648

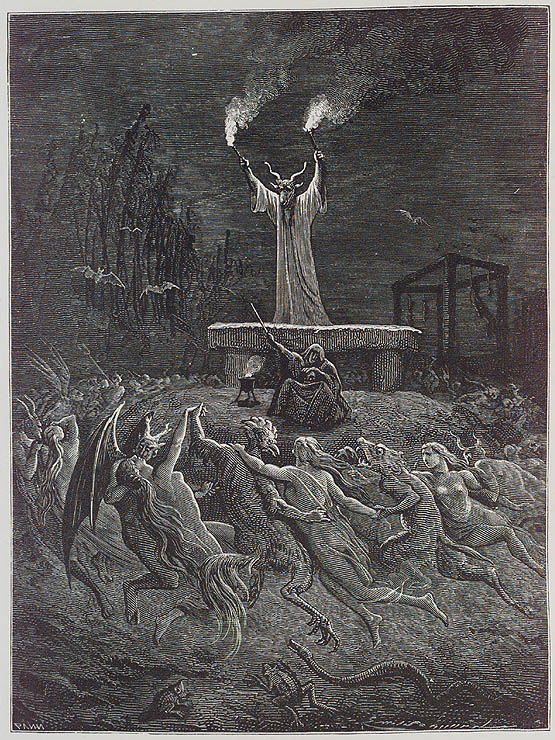
Dance of the Sabbath. Illustration from History of Magic by Paul Christian, Paris, 1870. Häxsabbat.

Häxprocess, häxeriprocess, trolldomsprocess eller häxjakt, kallas de händelser, framför allt under 1400- till och med 1600-talet, runt om i den kristna världen, där människor, i de flesta områden i huvudsak kvinnor anklagades för att vara häxor och för samröre med Satan. Minst 30 000 personer avrättades. Betydligt högre siffror än så har nämnts, men dessa påståenden saknar historisk dokumentation.
I överförd betydelse används båda termerna om tillstånd av upphetsning i samhället, en organisation eller ett samfund, då en energisk aktivitet utbryter för att utrota eller oskadliggöra motståndare av någon typ. Orden används ofta med negativ laddning för att påskina att jakten på något sätt saknar relevans eller legitimitet.
Häxprocesserna hänger samman med stora samhällsförändringar – politiska, demografiska, religiösa och ekonomiska. Bland annat reformationen och de kristna missionsprojekten mot kvardröjande hedendom i Europa. Det finns teorier om att häxprocesserna hänger samman med ekonomiska och politiska projekt, som en övergång från feodala system till merkanitilism och handelskapitalism, med centraliserad makt, vilket innebar en ny samhällsordning. Det finns även kopplingar till den naturvetenskapliga revolutionen, vilket innebar en naturfilosofi där naturen och människan skulle mekaniseras och rationaliseras för att kunna kontrolleras, vilket legitimerade häxprocesserna.
Häxprocesser och förföljelse av utpekade häxor har dock förekommit och förekommer även inom andra kulturer utanför kristendomen. De ser då annorlunda ut och har en annan kulturell bakgrund, men handlar även då om en förföljelse av personer som uppfattas utöva ond magi.

## Historik

### Trolldomsåtal före häxprocesserna
Tron på trolldom och magi har alltid funnits, liksom avrättning av dess utövare. Trolldom betraktades redan under antiken som en form av missbruk av övernaturliga krafter, som kunde användas i hemlighet för att skada andra och på olika sätt gynna en enskild person.
I det Romerska riket var trolldom officiellt förbjudet genom dödsstraff i de Tolv tavlornas lag. Romersk religion utgick från att sköta människans kontakt med det gudomliga genom strikt reglerade offentliga ritualer och familjeritualer. Vid sidan av den officiella religionsutövningen förekom också inofficiella kontakter med det gudomliga. Till detta räknades trollformler eller trollsånger (vanligen mot sjukdom eller för att binda människor till sig) kallad (carmen), förtrollningar (excantassit) eller förbannelser (malum carmen incantassit), kommunikation med de döda (nekromanti), drömtydning, astrologi, magiska amuletter och trolldrycker eller gifter (veneficium) med olika effekter: en lag från 81 f.Kr. skiljde mellan trolldrycker i allmänhet (venena) och dödliga gifter (mala venena). Alla dess aktiviteter sammanfattades som trolldom och betraktades som en inofficiell och hemlig kommunikation mellan människan och det övernaturliga för egen vinning, utanför reglerad religion och därmed som ett hot mot den allmänna ordningen.
De Tolv tavlornas lag stadgade dödsstraff för den som använde sig av trolldom för att gynna sig själv eller skada någon annan. Huruvida denna lag användes ofta i praktiken är oklart. Plinus den äldre nämnde hur en frigiven bonde, Gaius Furius Cresimus, åtalades av sina grannar för att ha manipulerat fram sina goda skördar med hjälp av trolldom, men frikänts sedan han påpekat att hans förtjänst berodde på hårt arbete snarare än magi. Livius liksom Valerius Maximus har nämnt en rättegång år 331 f.Kr. mot tjugo matronor som åtalades för trolldom i betydelsen giftmord (då gift var ett annat ord för trolldryck) efter de många som avlidit under pesten detta år, och att de avlidit sedan de druckit sina egna trolldrycker: ytterligare medbrottslingar åtalades, men information saknas om huruvida de fälldes. Det tycks inte som att åtal för trolldom var vanligt, eftersom yrken så som trollkarl (veneficus), trollkvinna (venefica), trollsångerskor (cantatrice), klok gumma (sagae), astrolog, drömtydare och dylikt utgjorde en vanlig och ofta lukrativ, om än föraktad, yrkesgrupp, som bland annat har beskrivits av Horatius och Apuleius. Yrkesmässiga trollmän eller trollkvinnor anlitades ofta för att utföra allehanda påstått magiska konster med hjälp av bland annat likdelar från människor och djur, så som skyddsåtgärder mot onda ögat (malus invidere), skriva kärleksförtrollningar eller förbannelseplattor, de sista för att be en demon om en specifik olycka (defixiones) eller förbanna offret till underjordens makter.

### Tidig medeltid: skepsis
Tron på fenomenet trolldom har alltid existerat, men det var först med kristendomen som trolldom började sammankopplas med djävulen och definieras som häxeri i modern förståelse av ordet, och förorsaka häxprocesser i den form den nu kommit att associeras med.
Den tidiga kristendomen tog arv efter den judiska monoteismen som endast lämnade utrymme för två sfärer: den goda sfären, för de som följde Guds lag, och den onda, som behärskades av djävulen. Denna syn gjorde att alla former av övernaturliga fenomen, makter och väsen som inte kunde kategoriseras som tillhöriga Gud, per automatik klassificerades som tillhöriga Satan och hans demoner. Resultatet var att alla rester av folktro, förkristna gudar och trollkonster ansågs tillhöra djävulen, helt enkelt därför att de inte tillhörde Gud. Dock ansåg den tidiga kristendomen samtidigt att djävulen inte hade någon verklig makt, utan bara skapade illusioner, vilket innebar att han och hans demoner inte togs på allvar. Denna syn bidrog till att de hedniska gudarna, liksom djävulen, förlöjligades snarare än fördömdes av tidiga kristna teologer. Eftersom kyrkan inte ansåg att djävulen hade någon verklig makt, blev de som ansågs använda sig av trolldom heller inte förföljda av den tidiga kyrkan.
Däremot förekom det att världsliga myndigheter förföljde personer för trolldom. År 506 påbjöds att alla trolldomsböcker i Frankerriket skulle brännas. På 790-talet (året är okänt) kungjorde Karl den store att siare, spåmän och besvärjare skulle bli kyrkans slavar. Vid samma tid rapporterade ärkebiskop Agobard av Lyon (d. 841) att allmänheten trodde på väderhäxor som blev betalade av innevånarna i sagolandet Magonia för att förstöra skörden med hagel, vilken Magonias skepp sedan hämtade, och kommenterade: "Kristna tror numera på vad inte ens hedningarna trodde på."
Kyrkan fördömde dock all förföljelse av häxor, vilket kan spåras i bland andra Irländska botgöringshandböcker från 600-talet. Kyrkan föreskrev att den som anklagade någon för häxeri begick en synd och skulle åläggas botgöring medan den anklagade skulle försvaras av kyrkoherden, och att den som dödade någon för häxeri skulle dömas till döden för mord. År 785 fördömde kyrkan officiellt förföljelsen av häxor vid kyrkomötet i Paderborn.
Det berömda Canon episcopi av Triers abbot Reginald av Prüm (d. 915), senare inkluderat som kanonisk rätt i Corpus Iuris Canonici 1140 av Gratianus av Bologna, fördömde tron på att trolldom och häxeri var verklig med utgångspunkt från den dåtida kyrkans tron på djävulen som maktlös: 
”Biskopar och deras medhjälpare måste vinnlägga sig om att med all kraft utrota från sina församlingar den onda spådoms- och trolldomskonsten som uppfunnits av djävulen. De skall stöta ut de män och kvinnor som gör sig skyldiga till denna synd. Den heliga kyrkan måste rensas från denna pest. Inte heller bör man sätta tro till följande, nämligen att vissa onda kvinnor förledda av djävulen och bedragna av demonernas illusioner och skenbilder tror sig rida om natten på vissa djur tillsammans med Diana, hedningarnas gudinna, (och med Herodias) och en oräknelig mängd kvinnor om nattens tystnad tilldrygalägga stora avstånd på jorden, och lyda hennes befallningar som vore hon deras härskarinna, och kallas till hennes tjänst vissa nätter. Men jag önskar, att det vore de som gick under i sin otro och inte lockade så många med sig i förstörelsen. Ty en oräknelig mängd, som bedras av denna falska uppfattning, tror detta vara sant, och begår därmed hedningarnas fel, när de menar att det finns makt och gudomlighet någon annanstans än hos Gud. Därför bör prästerna överallt i sina kyrkor enträget predika för folket, så att det får veta att allt detta är falskt och att sådana spöksyner inges de otrogna inte av goda utan av de onda andarna. Sålunda förvandlar Satan sig själv till en ljusets ängel, och när han fångar en fattig kvinnas själ så hon underkastar sig honom i otro och villoläror, då omformar han sig till olika arter och liknelser av vissa personer och bedrar deras sinnen, som han har tillfångatagit och visar upp ting, glädjelika och sorgliga, och personer, både kända och okända, för dem på bedrägliga vägar, och medan bara själen upplever detta, tror den avfällige att detta händer inte bara andligen utan kroppsligen. Vem är den som inte har letts ut ur sig själv genom drömmar och nattliga syner, och ser mycket medan han sover som han aldrig ser i vaket tillstånd? Vem är så enfaldig och fåkunnig att han tror att allt detta som sker i anden har skett med kroppen? Och fördenskull, den som tror att någonting kan skapas, eller att någon varelse kan omformas till något bättre eller sämre eller förvandlas till någon annan art eller liknande utom av Skaparen själv, han är utan tvivel en otrogen.”
Synen på trolldom som en djävulens illusion som inte fungerade och därför inte var ett hot gällde fram till 1200- och 1300-talen.

### Sen medeltid: häxtron växer fram

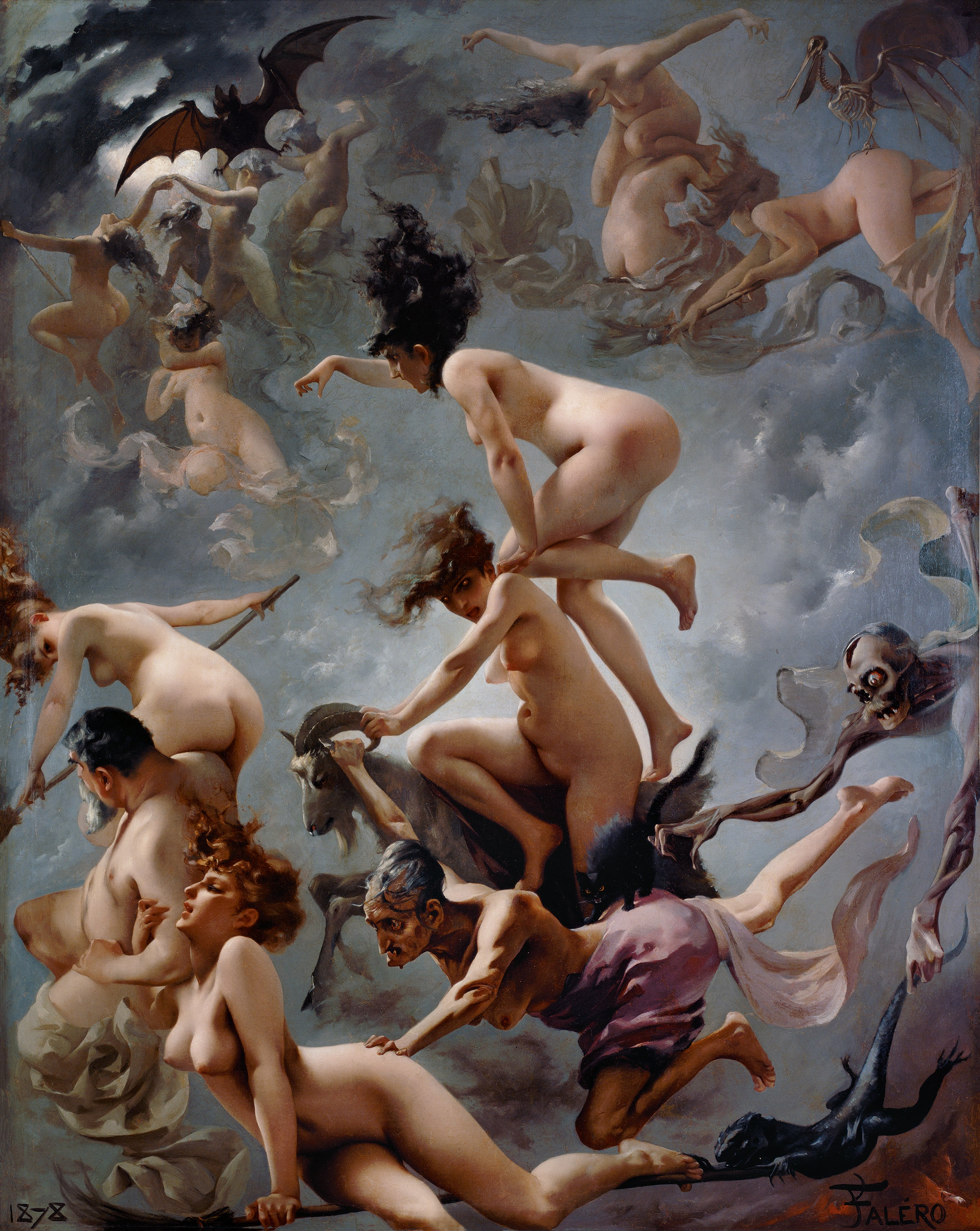
Witches going to their Sabbath av Luis Ricardo Falero, 1878.

Synen på djävulens makt började dock förändras under den senare delen av medeltiden, och därmed även synen på de som räknades in under hans domän. I enlighet med kyrkans syn på allt icke renlärigt som djävulskt, kallades de kättarrörelser som uppstod under medeltiden ofta för djävulsdyrkare av kyrkan, som ansåg deras aktivitet som ett hot mot kristendomen. Att djävulsdyrkare ansågs utgöra ett verkligt hot gjorde att även djävulen så småningom kom att tillmätas verklig makt.
Under 1200-talet fastställde slutligen kyrkan, med termer från en passage av Thomas av Aquino: ”Den katolska läran förklarar, att demoner har förmågan att skada med sina handlingar”, en doktrin som fastställde djävulens handlingar som fysiskt verkliga och inte bara illusioner, vilket var ett förändring i kyrkans syn på djävulen. Detta lade den teologiska grunden för förföljelser av så kallade djävulsdyrkare, bland dem personer som utövade trolldom. Djävulen antogs verka mot kristendomen genom kättares skrifter, genom judar, genom trollkonster, och genom "vidskepelse"; kvarlevor av förkristen, hednisk folktro. Påven Gregorius IX förklarade 1323 att det var gudi behagligt att söka upp och ålägga häxor botgöring, och påven Johannes XXII utfärdade 1326 bullan Super illius specula, som fördömde trolldom och dyrkan av demoner (dvs hedniska gudar).
Kyrkliga teologer uppgav senare en tidpunkt för när häxeriet hade uppstått. Vid Baselkonciliet 1437 uppgav munken Johannes Nider i traktatet Formicarius att en djävulskult hade bildats sextio år tidigare, och i början av 1500-talet uppgav inkvisitorn Bernardo da Como i Italien att häxsekten hade uppstått 150 år tidigare: alltså ungefär vid 1300-talets mitt.
I regionen kring Schweiz och Norditalien fanns under medeltiden en kvardröjande myt från förkristen tid om ”den vilda jakten”, skaran av dödas själar anförda av en manlig gud, och bland dem även levande kvinnor som sade sig drömma att de om natten flög på djur ledda av en gudinna, något som också gick igen i lokala traditionella festivaler där människor klädde ut sig till de dödas hemlösa själar och drog fram genom bygatorna: vissa människor i bygemenskapen ansågs utvalda att delta i detta som förbindelselänk mellan människornas värld och den andra, för att skänka välstånd åt samfundet. Detta var samma gamla förkristna vidskepelse som hade noterats av kyrkan redan på 900-talet, men på 1300-talet sammankopplades denna tro med djävulsdyrkan i Schweiz, där kyrkan vid samma tid bekämpade valdenserna, som då utgjorde ett kättarhot.
Under samma sekel cirkulerade också flera rykten om hemliga sällskap som samlades för att utöva ondska mot samhället. I Frankrike anklagades år 1321 de spetälska för att ha sammansvurit sig för att förgifta brunnar, vilket ledde till dessas isolering; år 1347 anklagades judarna för att ha gjort detsamma, vilket ledde till förföljelser; och 1409 gick rykten om en sekt av kristna och judar i Dauphine som tillsammans utövade riter mot kristendomen. Dessa rykten om hemliga onda sällskap och djävulsdyrkare som konspirerade mot det kristna samhället utvecklades sedan av demonologer till en tro på en sekt som dyrkade Satan och försvor sig till honom, alltså häxor. Bland de ideologer som utvecklade tron på en häxkult fanns San Bernardo da Siena, som fått höra om dessa rykten från munkarna i inkvisitionen i Piemonte, och vars predikningar om djävulsdyrkan och häxeri först mottogs med skepsis, men sedan ledde till de första häxprocesserna i Rom. År 1398 definierade Parisuniversitetet att djävulspakt var en förutsättning för trolldom och vidskepelse. De ansåg att kvardröjande dyrkan av hedniska gudar, som till exempel av det slag Pierina de Bugatis stod för, var ett personligt kätteri.
I äldre litteratur förekommer skildringar av häxprocesser i Toulouse 1275, men Norman Kohn och Richard Kieckhefer kunde på 1970-talet visa att dessa berättelser grundar sig på en roman utan historisk bakgrund, författad av Etienne Leon de Lamothe-Langon 1829. De första bekräftade avrättningarna för häxeri utdömdes av världsliga domstolar i Schweiz och Ungern (Kroatien) på 1360-talet. Den första häxhysterin bröt ut i Valais i Savojen och Schweiz 1428 med häxprocessen i Valais, och Jeanne d'Arc dömdes för häxeri i en engelsk domstol i Frankrike 1431. Under slutet av 1300-talet och under 1400-talet ökade sedan trolldomsmålen i Schweiz, Italien och Frankrike, och hade i slutet av 1400-talet utvecklats till häxprocesser där människor avrättades för att försvurit sig till Satan.

## Demonologin: häxtrons ideologi
Häxförföljelserna inspirerades av demonologin, samtida verk som beskrev djävulsdyrkan, trolldom och häxeri, som lade grunden för en gemensam definition av begreppet häxeri eller så kallad diabolism i Europa, och som beskrev hur häxor skulle identifieras och lagföras. Dessa verk skrevs ofta av myndighetspersoner, både religiösa och sekulära ämbetsmän, och uppfattades av det samtidiga Europa som en teologisk forskningskategori.
Denna litteratur var internationell, och lästes i lärda kretsar i hela Europa. Den officiella demonologin var därmed densamma i både det protestantiska och katolska Europa, och de myndighetspersoner och prästerskap som skötte förföljelsen av häxor hade en gemensam definition av häxeri att utgå ifrån, då en person anklagad för häxeri skulle identifieras. De utbildade ämbetsmännens demonologiska eller diaboliska definition av häxeri stämde dock inte alltid överens med den definition allmänheten hade av en häxa, och det förekom ofta en skild uppfattning om vad häxeri var mellan allmänheten, som både anklagade och blev anklagad för häxeri enligt sin lokala folktros uppfattning om vad trolldom var, och myndigheterna, som definierade trolldom enligt den internationella demonologins definition av häxeri.

### Malleus maleficarum (Häxhammaren)

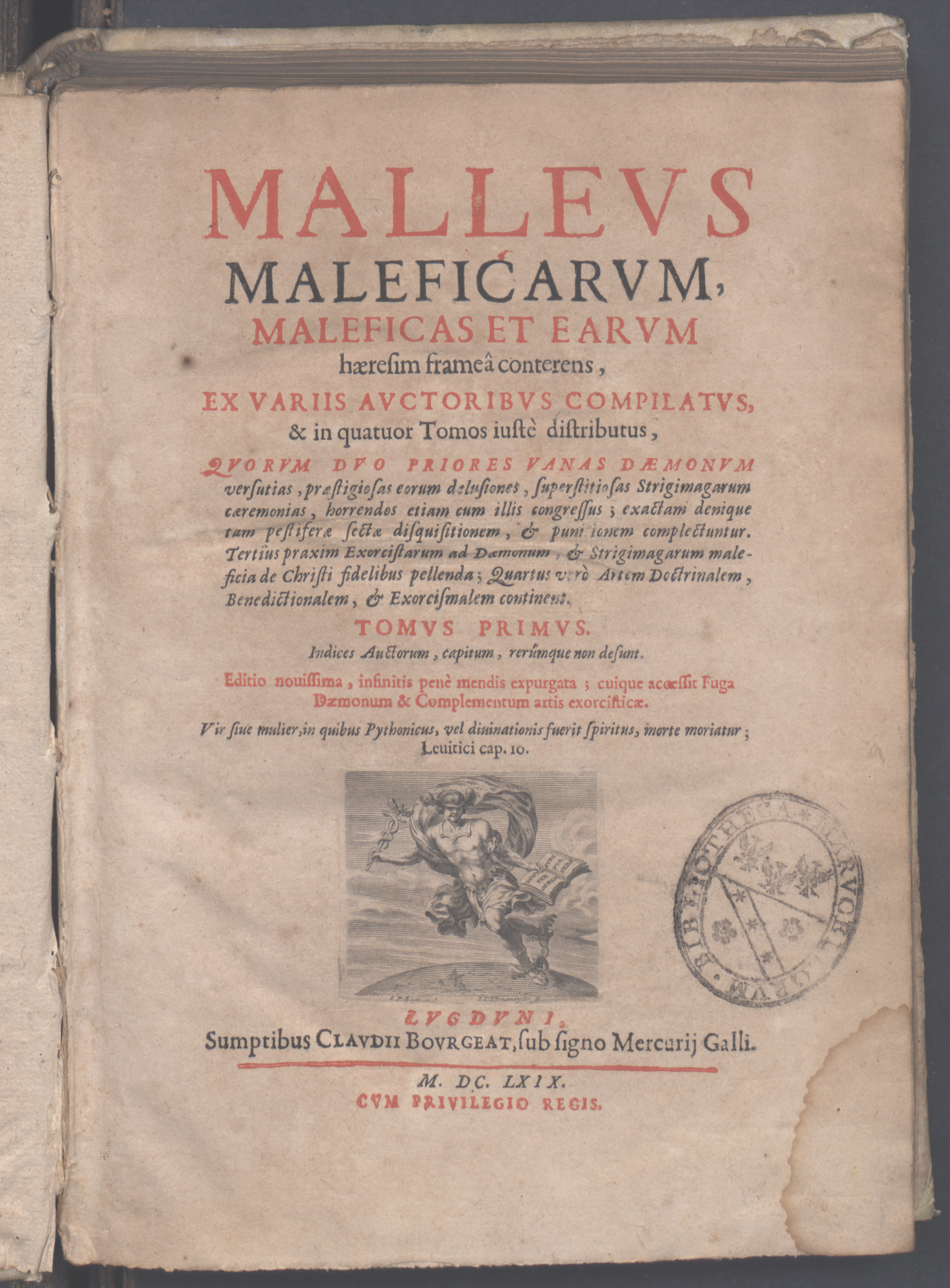
Malleus Maleficarum, 1487.

Under påven Innocentius VIII ökade häxförföljelserna genom en rad bullor, främst Summis desiderantes (1484). År 1487 utkom Malleus maleficarum, mer känd som Häxhammaren. Två dominikanska inkvisitorer, Jacob Sprenger och Heinrich Kramer skrev boken, som hade en starkt kristen prägel med aristoteliska och nyplatonska inslag. Häxhammaren är ett synnerligen kvinnofientligt verk och är i modern juridisk mening fullkomligt förkastligt – bland annat förordas förfalskning av rättegångsprotokoll för att få till stånd fällande domar. Häxeri pekades ut som ett kvinnligt fenomen, dessutom var originaltiteln på latin ett femininum. Häxeri fick i boken en sexuell prägel, och kopplades samman med kvinnans sexualitet, kropp och lust.
I Häxhammaren beskrivs bland annat hur bekännelser skall framtvingas, inklusive i vilken ordning tortyr och utfrågning skall användas och rödglödgat järn rekommenderas som hjälpmedel. Boken avsågs som en vägledning vid sökandet, avslöjandet och oskadliggörandet av häxor. Sju metoder används av häxor, menade författarna. De var otukt och otrohet, att göra män impotenta, kastrering och sterilisering, sexuell tillfredsställelse utan reproduktion, preventivmedel, abort och barnamord.
Boken skrevs sedan Kramer hade blivit besviken på de milda och frikännande domarna i häxprocessen mot Die Scheuberin i Innsbruck 1485. Häxhammaren är den mest berömda boken av sitt slag, och blev den mest inflytelserika instruktionsboken för häxjakt. Det var den mest sålda boken efter Bibeln. Den användes inom både protestantiska och katolska områden, och utgavs fram till 1699. Den följdes av fler böcker av samma slag under 1500- och 1600-talen, både av katolska och protestantiska författare. Definitionen av häxeri undergick dock bara mindre korrigeringar.

### De magorum demonomania

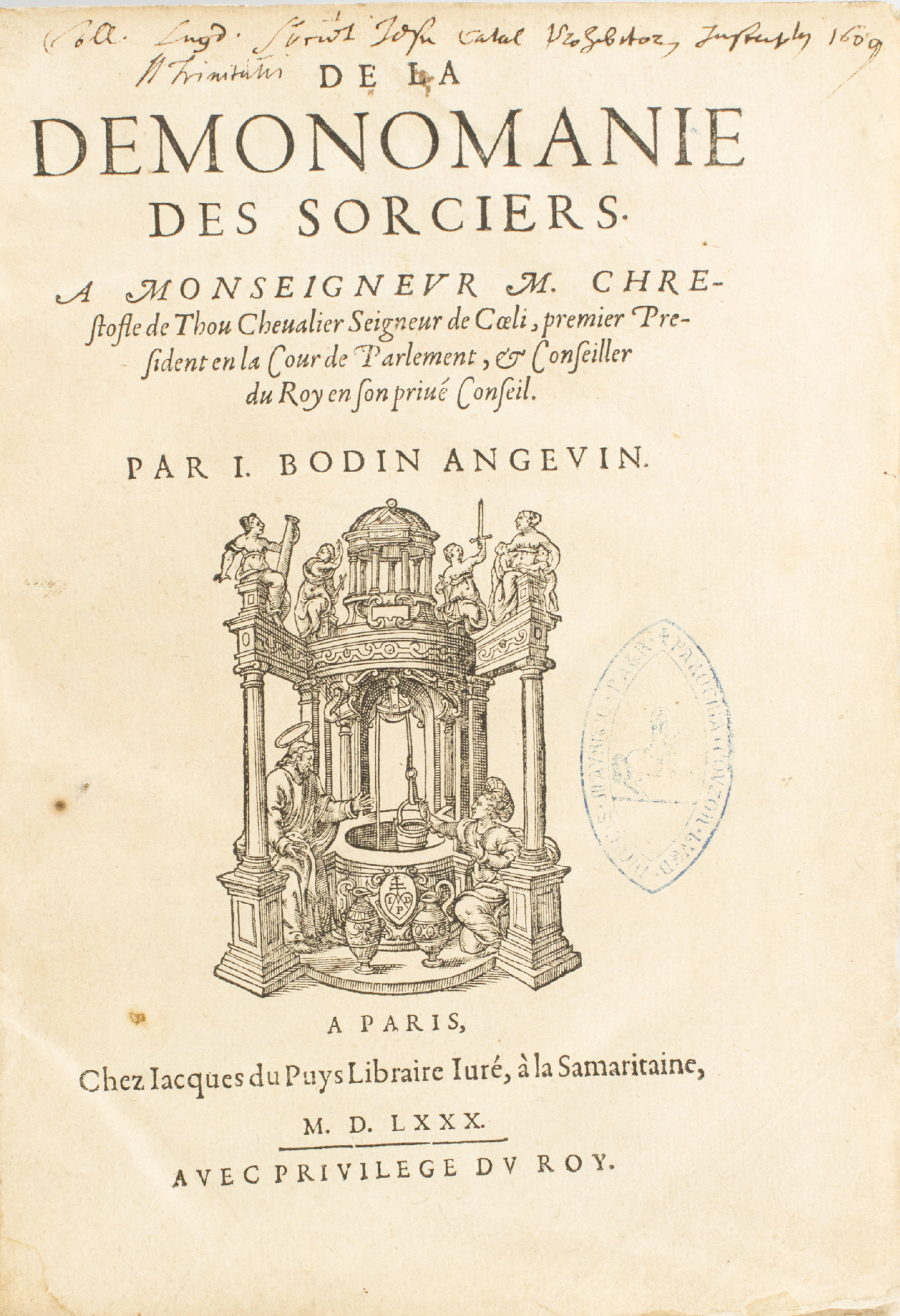
De magorum demonomania, 1578.

Jean Bodin var filosof och häxjagare. Han menade att kvinnan var oduglig och skulle underställas en fars auktoritet. Jean Bodin skrev 1578 boken De magorum demonomania. Den var fylld med bevis för häxans existens, där han insisterade att häxor skulle brännas levande. Jean Bodin menade att kvinnor var svagare i tron och mer liderliga än män, vilket gjorde dem särskilt mottagliga för djävulens frestelser. Jean Bodin uppskattade att proportionerna av de som åtalats för häxeri var en man på femtio kvinnor.

## Häxprocessen

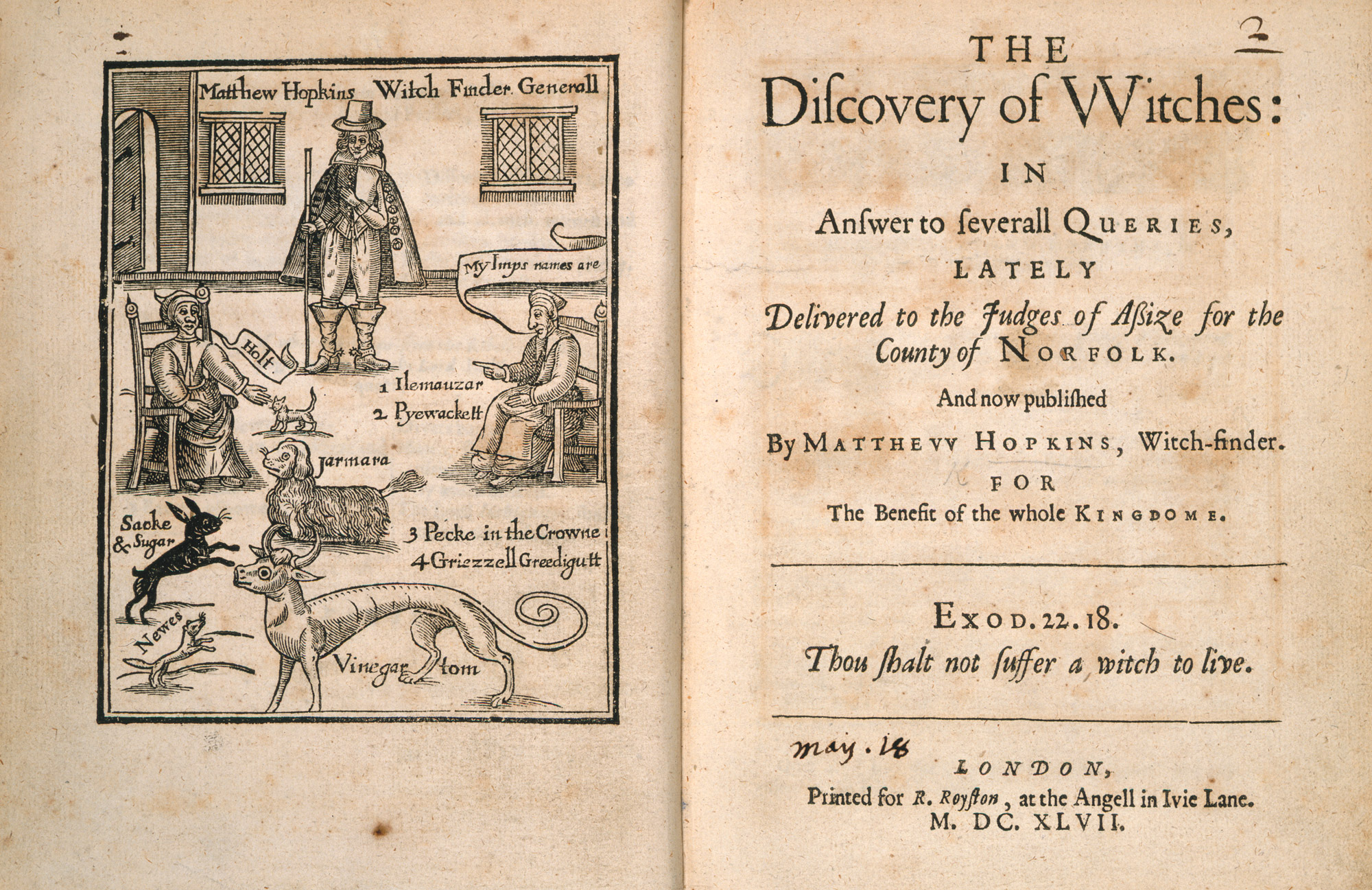
Häxjagare Matthew Hopkins. Pamflett med referens till Andra Moseboken 22:18: “Du ska inte låta en häxa leva”.

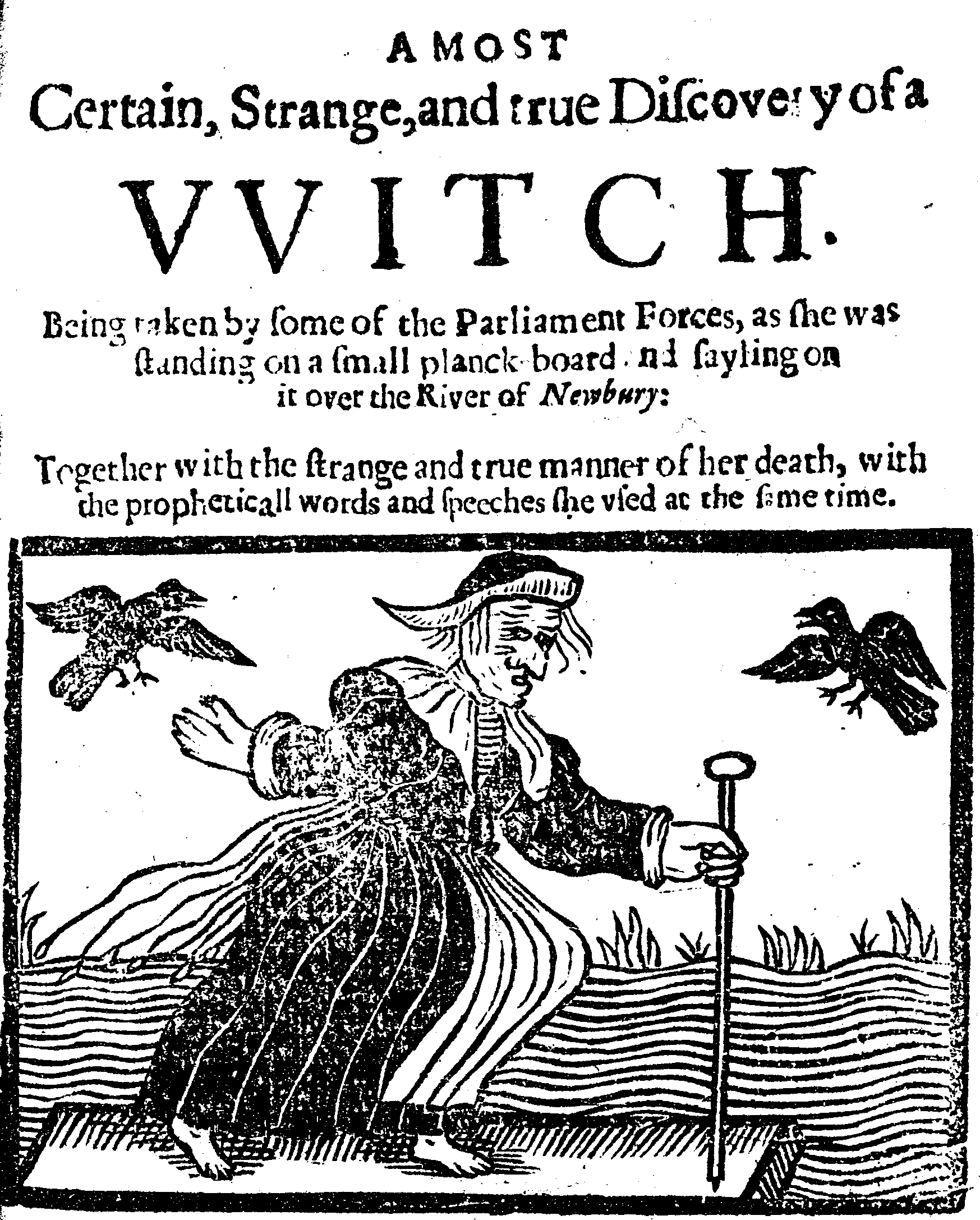
Pamflett om häxor, 1643.

Häxprocessen, det vill säga den formella proceduren för att lagföra en person anklagad för häxeri, varierade mellan olika stater, men hade i grunden gemensamma drag i Europa.
De allra flesta häxor i Europa anklagades av andra privatpersoner för att ha skadat dem med hjälp av trolldom. Därefter arresterades den utpekade häxan och undergick förhör. I stora delar av Europa uppfattades häxeri av religiösa skäl, enligt lagen eller åtminstone enligt praxis, som ett undantagsbrott. Det innebar att den åtalades rättsliga skydd var nedsatt i jämförelse med andra misstänkas, och att tortyr lättare kunde användas.
Uppifrån anlitades konstnärer för att avbilda häxprocesser i målningar, och man tryckte pamfletter om häxeri. I vissa länder förekom professionella häxjägare. Ett sådant exempel är Matthew Hopkins, som på 1640-talet reste runt från by till by för att utpeka människor för häxeri. Om inte lokalsamhället angav varandra, tog häxjagaren ut en avgift. Häxprocesserna var ekonomiskt lönsamt för den härskande klassen, och var en utarbetad och omfattande process.
Enligt latinsk terminologi fanns tre typer av trolldom. Den första är sortilegium, vilket är vidskepelse. Den andra är maleficium, vilket är fysiskt skadlig förgöring som exempelvis att förgöra grödor eller fiskbestånd. Den tredje är diabolism som exempelvis djävulspakter, häxsabbater på Blåkulla och (sexuell) kontakt med Satan.
Både män och kvinnor anklagades för trolldom, men den överväldigande majoriteten var generellt kvinnor. Likheterna mellan de män och kvinnor som anklagades var att de var exempelvis naturläkare och kunniga kring läkekonst, vilket tolkades som trolldom och Satans påfund. Många av de män som avrättades var schamaner eller ägnade sig åt animism, vilket kristendomen samt den mekaniska materialismen under den naturvetenskapliga revolutionen motsatte sig. De stod i nära kontakt med naturen, och anklagades för att styra naturen genom att orsaka oväder, missväxt med mera. Detta levnads- och kunskapsmönster bland anklagade kvinnor, och i vissa fall män, återfinns runtom i världen under häxprocesser. Majoriteten av de som anklagades för trolldom var bönder från underklassen med låg samhällsstatus.
Den misstänkta utsattes först ofta för olika former av häxprov för att söka efter bevis. Det vanligaste var vattenprovet. Den misstänkta kunde också kroppsvisiteras efter ett så kallat djävulsmärke. Ibland rakade man av allt hår på den anklagade, då "satan finns gömd i håret". Det var ett märke som djävulen ansågs ha gett sin häxa efter avtal, och som var okänsligt för smärta, ofta ett födelsemärke.
Den misstänkta förhördes först för att bekänna sin egen skuld. Den internationella demonologiska litteraturen i Europa hade en fast definition av häxeri, som i stort delades av myndigheter i hela Europa. När en person åtalades för häxeri, var myndigheternas uppgift att fastställa om personen kunde vara skyldig enligt den internationella modellen av vad häxeri var. För en fällande dom krävdes en bekännelse som överensstämde med denna modell, och för att få en sådan användes ofta ledande frågor och tortyr. Detta ledde till att bekännelser om häxeri som gavs under förhör i stora drag kunde vara förbluffande lika.
Den typiska bekännelsen given av en "häxa" under förhör i Europa från slutet av 1400-talet till slutet av 1600-talet var därför i grunden densamma, och såg ut enligt följande modell: 1, Häxan möter Djävulen; 2, häxan ger sig till Djävulen, både med kropp och själ; 3, häxan förs, på något onaturligt sätt, till häxsabbaten; 4, på häxsabbaten deltar häxan i djävulsdyrkan och deltar i rituella handlingar av olika slag, där allt som vanligen ses som normalt beteende vänts upp och ned; 5, ett antal personer som häxan känner är närvarande vid sabbaten; 6, häxan återvänder från sabbaten på onaturligt sätt; 7, med hjälp av djävulen och sitt avtal med honom begår häxan brott mot människor, deras djur och egendom och mot religionen; 8, häxan fortsätter att regelbundet besöka sabbaten och trolla med djävulens hjälp under flera år; 9 häxans verksamhet bryts först vid arrestering.
Även när åtalade under förhör avgav bekännelser frivilligt, ofta präglade av gammal folktro som inte hade något med djävulen att göra, är det känt från bland annat Baltikum och Italien, att myndigheter under förhör kunde omtolka och leda dessa berättelser tills de motsvarade den internationella demonologins modell med satanspakt och häxsabbat. När den misstänkte hade erkänt sin skuld, fortsatte förhören ofta för att häxan skulle peka ut sina medbrottslingar. Dessa kunde i sin tur peka ut andra. Detta ledde till att häxprocesser kunde växa sig mycket stora. På vissa håll lade man dock ingen tyngdpunkt på sådana utpekanden.
Alla som dömdes som skyldiga till häxeri blev inte avrättade. Många underkastades mindre stränga straff, så som olika former av kroppsstraff, böter eller förvisning. Avrättningsfrekvensen varierade mellan region och tid. Avrättningsmetoden för de som dömdes skyldiga varierade även de mellan olika länder. Den vanliga metoden var dock bränning på bål, eftersom häxeri ursprungligen kategoriserades som kätteri, ett religiöst brott mot Gud.

## Opposition och avslutning
Jämsides med de böcker och verk som beskrev metoder för att identifiera och åtgärda häxeri, förekom det också böcker skrivna av personer som stod i opposition till förföljelserna.
Bland de första som sökte påvisa att häxjakterna var tvivelaktiga var Johann Weier, som i sin De præstigiis dæmonum (1565) försökte visa att häxorna var mer eller mindre oskyldiga offer för djävulsbesättelse och att mycket av det som tolkats som trolldom var bedrägeri eller synvillor. Han fick stort inflytande men möttes även av en rad motskrifter, bland annat Dæmonologie (1603) av Jakob I av England.
Anton Praetorius publicerade 1602 boken Gründlicher Bericht von Zauberey und Zauberern (”Grundlig redogörelse om trolleri och häxmästare”) som var riktad mot häxjakt och tortyr. Senare skulle den reformerte prästen Balthasar Bekker i Amsterdam 1691 angripa vidskepligheten i De betoverde wereld. Hans verk fick en framgångsrik efterföljare 1707 i Christian Thomasius verk Theses de crimine magiæ.
Under upplysningen under 1700-talet vann den skeptiska inställningen till häxeri företräde i den offentliga debatten, och myndigheterna började ifrågasätta demonologin. Denna utveckling ledde till att myndigheterna blev allt mer ovilliga att ta emot åtal för häxeri och tillämpa häxlagarna, som så småningom till slut också började avskaffas i land efter land, ofta sedan de en lång tid inte använts. Preussen blev 1721 en av de första länder i Europa att förbjuda häxprocesser. Allmänheten fortsatte dock att tro på häxeri till långt in på 1800-talet, och när myndigheterna inte längre ville ta emot anmälningar för häxeri, förekom lynchningar av misstänkta häxor på många håll i Europa.
Det är omdebatterat vem som var den sista person att avrättas för häxeri i Europa. Anna Göldis avrättning 1782 i Glarus, Schweiz, brukar traditionellt beskrivas som den sista häxprocessen i Europa. Juridiskt sett är det dock osäkert huruvida hon avrättades för häxeri. I Polen ska mindre kända häxprocesser ha hållits under hela 1790-talet, och 1811 avrättades Barbara Zdunk i Preussiska Polen sedan hon anklagats för att ha förorsakat mordbrand med hjälp av trolldom: formellt sett fälldes hon dock för mordbrand. De sista åtalen för häxeri i Europa ägde rum under 1800-talet, men de ledde inte till dödsstraff.

## Kristna häxprocesser efter land

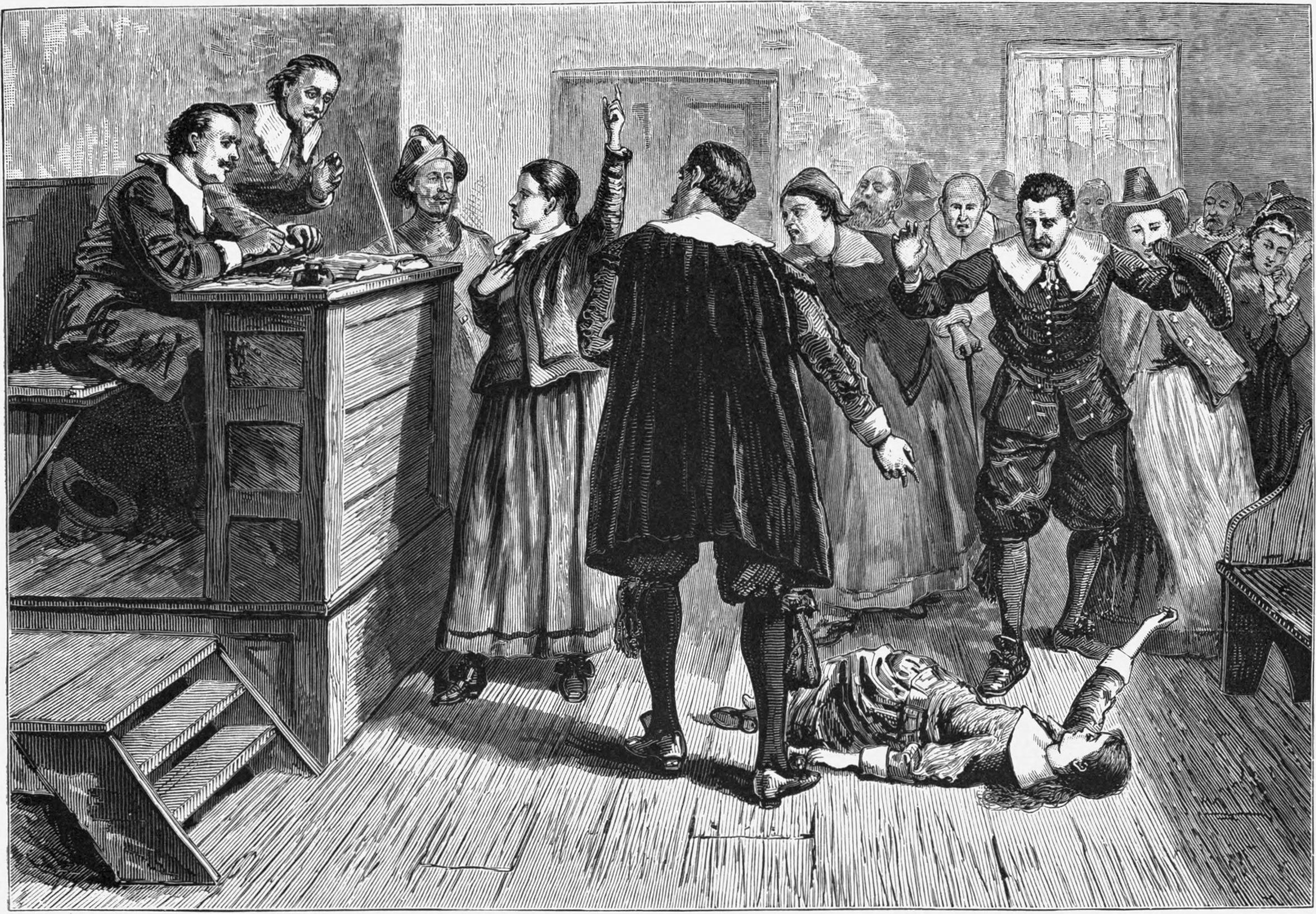
Häxjakt i Salem.

Den kristna häxjakten varierade efter land och område. Den beskrivs som mest intensiv i Tyskland, Frankrike, Schweiz och Skottland. I Spanien och Portugal avrättades däremot betydligt färre. I Europas kolonier är häxprocessen i Salem år 1692 i nuvarande USA mest känd. Den första häxan i Amerika avrättades dock redan 1647.

### Baltikum
Estland och Livland kristnades under 1200-talet då de erövrades av Tyska Orden. Den medeltida lagen "Livländska Spegel" kopierade paragrafen om trolldom från sin förlaga, Sachsenspiegel från 1225, som sade att: "kristen som överger sin religion och sysslar med trolldom eller förgiftning och som fälls därför, han ska brännas å båle".
I provinssynoden i Riga från 1428 bannlystes alla "trollkarlar" och "spåmän", och katolska kyrkan uppmanade sina präster att ange alla som övergav kristendomen för att tillbe lundar, stenar och träd, och som själv utövade eller anlitade sådana som utövade trolldom: alla dessa skulle enligt rekommendation brännas som kättare.
Det finns inga belägg för att någon avrättades under dessa lagar under den katolska tiden. Domstolsmaterialet är bara fragmentariskt bevarat från tiden före 1600-talet, och av de få fall som är bevarade från medeltiden bestraffades personer som åtalats för trolldom enbart med botgöring, ris och fängelse.
Det första fallet med avrättning för häxeri är från 1527, då en notis nämner en häxbränning på godset Sahu och Mardu utanför Reval. 1531 uppgavs en man ha bränts i Åksi socken "några år tidigare", år 1542 ägde Häxprocessen i Polula rum, och 1588 brändes fem kvinnor i Juuru. Superintendenten för den livändska kyrkan, Herman Samsonius, lät 1625 ge ut boken Herman Samsonius: ”Neun ausserlesen und wohlbegrunderte Hexen Predigt” (Nio utvalda och välgrundade häx-predikningar) på tyska i Riga, och därmed introducerades på allvar den västeuropeiska häxdemonologin bland den baltiska eliten.
Dokumenten nämner oftast knappt ens namnet på den åtalade, men de flesta ger intryck av att vara äldre personer ur bondebefolkningen, ofta tillhörande de kloka, och ofta personer besläktade med andra som hade åtalats för häxeri. Av 206 åtalade i Estland vars kön är känt, var 60 % män. Häxprocesserna i Baltikum var oftast åtal mot endast en eller två personer åt gången och häxprocesser som den i Paide 1615, där nio personer avrättades, var mycket sällsynta: normalt översteg inte antalet fyra.
De flesta anklagades av andra personer ur bondebefolkningen för att ha skadat dem, deras åker eller djur, ofta med hjälp av förtrollat öl eller annan föda. Balterna tycks inte ha trott på att häxorna hade en pakt med Satan, och vare sig vittnen eller de åtalade nämnde Djävulen, förrän de utsattes för tortyr och myndigheterna anpassade deras berättelser efter samtida europeisk demontro.
Något som däremot var vanligt i just Baltikum var tron på varulvar, och i 18 häxprocesser anklagades 18 kvinnor och 13 män för att ha åsamkat skada i vargskepnad. Dessa ansågs ha fått sin varghamn av en annan person eller en demon, ibland efter att ha ätit något, och höll sin "varghamn" gömd när de inte använde den. Så sent som 1696 vittnade Titza Thomas' dotter Greta om att en hel flock på elva varulvar jagade i trakten av Vastemoisa ledda av Libbe Matz.
Ytterligare en vanlig orsak till häxeriåtal var det faktum att hedendomen var fortsatt populär bland bondebefolkningen. År 1637 begärde livländska kyrkans superintendent att konsistoriet skulle "avskaffa hednisk avgudadyrkan, trolldom och vidskepelse", och konsistoriet uppmanade i sin tur prästerna att rapportera om "om bönderna fortfarande bedriver avgudadyrkan och ... samlas på höjder eller i dalgångar, vid kapell eller ruiner för att dyrka avgudar och offra". Estlands biskop rapporterade att "nästan i varje församling finns skamlösa gamlingar som inte kan sin kristendom och inte heller vill lära den" och som öppet vägrar delta i nattvarden (1647).  På grund av detta utförde 1667–1668 kyrkokommissionen en stor visitation i södra Estland. 
Kommissionen rapporterade att bönderna i nästan varenda församling öppet samlades i heliga lundar, kullar eller vid stenar där de rituellt drack öl, bad och offrade till gudar i form av stenar eller träfigurer eller i särskilda hus under ledning av vissa kvinnor eller män som agerade präster, ofta under midsommar eller vissa kyrkliga högtidsdagar; även hedniska gravplatser var fortfarande i bruk.  Många bönder var öppet fientliga mot kristendomen, vägrade gå till kyrkan och avrådde andra från att göra det.  En sådan visitation utfördes inte i norra Estland, men kyrkovisitationernas protokoll från 1695–1699 visade samma situation där.  Fasthållandet vid den förkristna religionen bekämpades med just häxprocesser, där de män och kvinnor som utpekades som präster vid kultplatsen eller särskilt kristendomsfientliga ofta utpekades som häxor och trollkarlar: denna förföljelse utfördes av lutherska kyrkan och de svenska myndigheterna i Svenska Estland och Livland med stöd från de tyskättade godsägarna.  På den estniska landsbygden fortsatte detta kultliv ändå på många håll till över ett sekel efter 1667–1668, då kapellet i Risti nära Viljandi revs av myndigheterna: även då var godsägaren tvungen att hugga ned de heliga träden personligen, eftersom bönderna vägrade att samarbeta.
I Baltikum var tortyr vanligt och accepterat: det förbjöds slutligen 1686 i Livland och 1699 i Estland.  Vattenprovet förbjöds 1428, men användes trots detta ofta under hela häxjaktens epok.  I Baltikum var den normala avrättningsmetoden för trolldom bränning på bål. Endast om omständigheterna var särskilt förmildrande, som i fråga om samarbetsvilja eller bristande bevis för djävulspakt, kunde halshuggning föregå bränningen, och detta var sällsynt: i Livländska Estland är endast sex fall kända.  Ett unikt fall var Willakasz Jürgen, som år 1642 dömdes till att få sina lemmar och hjärtat slitet ur kroppen för att ha mördade greven av Audru genom trolldom.
En svårighet med att beräkna antalet häxprocesser i Baltikum är att alla brott begångna av de livegna bönderna låg under godsägarnas domvärjo, och eftersom godsen inte förde protokoll över sina rättegångar, finns få källor om de processer som ägde rum på godsen.  Städernas processer är mer kända från 1600-talet. 140 rättegångar är bekräftade i Estland mellan 1520 och 1725.  Den "beryktade tjuven och trollkarlen" Thomas Jürgen blev 1694 den sista som avrättades för häxeri (genom hängning) i Svenska Estland.  I det Livländska Estland blev tre personer avrättade i Dorpat år 1699, varav den sista, Tattra Santi Michel, blev den sista avrättningen för trolldom i denna region (genom halshuggning).  Wilo Ado från Valguta i Ranno dömd till döden i Dorpat 1723, men domen omvandlades till fängelse.  År 1808 lät godsägaren Helena von Z. arrestera och tortera drängen Hodere Peep och hans maka Mai för att ha trollat kvesan på en ko, men kretsdomstolen i Dorpat vägrade att ta upp målet.  Det sista häxåtal som faktiskt togs upp var målet mot bonden Jakob år 1816, som piskades för att ha spårat upp tjuvar med hjälp av trolldom, och Vana-Harms hustru Anna och fyra till, som fick en reprimand för att ha deltagit i hans bedrägeri. 
Sammanlagt är 65 avrättningar bekräftade i Estland: av dessa skedde 40 under tiden 1610–1650, och könsfördelningen var jämn med 29 kvinnor och 26 män.

### Belgien och Luxemburg
Nuvarande Belgien och Luxemburg utgjordes under denna epok av Spanska Nederländerna. Denna region beskrivs som en av de områden i Europa som, tillsammans med Frankrike och Tyskland, var värst drabbade av häxpaniken.
Spanska Nederländerna påverkades starkt av den tridentinska motreformationen, och de furstliga edikt som utfärdades 1592 och 1606 öppnade laglig möjlighet för en epidemisk häxjakt som drevs med "fruktansvärd repression" av de världsliga domstolarna med kulmen fram till 1620.
Häxjakten i Spanska Nederländerna förorsakades av allt att döma på en uppkommen stark tro på häxeri bland befolkningen kombinerad med en vilja hos myndigheterna att tillämpa de nya häxlagarna nitiskt. Befolkningen oroades av tanken på att häxor samlades till hemliga sammankomster: det förekom att allmänheten lämnade in listor till myndigheterna som pressade dem att agera mot häxeri, och ortsbefolkningen var då ofta samarbetsvilliga i att anklaga, vittna och erbjöd sig till och med i vissa fall att stå för rättegångskostnaderna. 
Häxjakten uppnådde sedan en epidemisk spridning genom den stora vikt man lade vid de gripna då de utpekade sina medbrottslingar, något som ledde till att häxprocesserna växte sig mycket stora och spred sig vidare från by till by och över hela landskap.
Förföljelserna ökade i Spanska Nederländerna också på grund av dess politiska system. Området låg under starkt tryck från Inkvisitionen, som uppmuntrade ett angiverisystem bland befolkningen för att rensa ut alla som förbröt sig mot katolska kyrkans doktriner och utlovade angivare en del av den anklagades egendom.  Personliga konflikter urartade under denna period ofta i häxåtal, och rättsdokument avslöjar åtskilliga lynchningar av misstänkta häxor och vardagliga gräl som urartade i anklagelser om trolldom och mord.  Myndigheterna visade ofta mildhet i de fall en person hade dödat någon de misstänkte för att ha varit en häxa eller trollkarl.  I Artois var det rentav vanligare med lynchningar än med åtal, och provinsen har också längre antal häxprocesser än övriga provinser i området.  Häxprocessen i Bouchain i Cambrésis mellan 1610 och 1615 var den största häxprocessen i nuvarande Belgien med 90 avrättningar, fler än processen i Peeland i Brabant med 15 avrättningar 1595, och processen i Roermond med 40 avrättningar 1613.
Förföljelserna var som värst i Flandern och Hainaut. I Bouchain i Hainault ökade processerna snabbt efter ediktet 1606: mellan 1608 och 1652 anklagades 175 personer för trolldom i staden, varav 131 under perioden 1611–1619.  Den 7 juli 1612 rapporterade slottsbefallningsmannen i Bouchain: "borgrättens jurisdiktion är å det märkligaste infesterad med folk som underskastat sig och förslavats av djävulen, folk som av båda könen och alla åldrar, så att jag under de senaste två åren har dömt mer än åttio i här i staden och i sex av byarna, vartill kommer en stor mängd misstänkta och landsförvisade samt fjorton andra som nu sitter fängslade", och han rekommenderade rådet, som fällde det slutliga avgörandet, att avslå nådeansökan från Isabeau Lesaigne "för att undvika upprördhet och oro bland befolkningen, som är häftigt upprörd mot folk av det här slaget".
De flesta som åtalades var kvinnor: av de 175 anklagade i Bouchain var 123 kvinnor, 18 män och 34 barn.  Enligt ett edikt från 1612 fick pojkar under 14 och flickor under 12 inte avrättas, och de förvarades därför i fängelse tills de blev gamla nog att avrättas.  Avrättningsmetoden i Spanska Nederländerna var normalt bränning på bål. Omkring 45 % av de åtalade blev avrättade, övriga dömdes till mildare straff som landsförvisning, men bara en minoritet frikändes helt.
Häxprocesserna i Spanska Nederländerna började minska på 1630-talet och ebbade ut vid seklets mitt. 1684 blev Martha van Wetteren den sista personen i Flandern som avrättades för häxeri, och efter 1692 förekom heller inga ytterligare häxmål.

### Danmark
Trolldom nämns först i de skånska och själländska kyrkolagarna från 1170, där det är kriminaliserat enbart om det har förorsakat skada och död på en människa.  Bristen på rättskällor innebär dock att inga trolldomsmål är kända i Danmark förrän på 1500-talet. Lagen hade inte skärpts, men under detta sekel började ändå praxis skärpas. Den kanske första häxprocessen man känner till var det bara fragmentariskt kända fallet mot Karen Grottes och Bodil Lauritzen, som brändes i Stege år 1539 eller 1540; det ska ha bränts två kvinnor, "Lars Kyllings och Jørgen Olsens hustrur" på Klintebakken i Åker på Bornholm år 1530, men denna ö styrdes just då av Lübeck och var därmed inte danskt territorium. Under 1543–1545 hölls sedan en stor och uppmärksammad häxprocess i Malmö (då en dansk stad).
I Köbenhavnske recess från 1547 stadgades att ingen brottslings utsaga fick ligga till grund för fällande dom, och att tortyr var förbjuden innan en slutdom hade fallit. Efter 1558 års fall mot Gertrud Skomagers förbjöds lokala domstolar att avrätta någon utan bekräftelse från en högre domstol. 
Kalundborgske recess från 1576 förbjöd en dödsdom att verkställas förrän den hade bekräftats av landstingsdomarna: denna lag infördes sedan en dödsdom från ett häradsting på Fyn hade underkänts av landstinget efter att den dömda redan hade blivit avrättad.  1576 års lag innebar att förföljelserna i Danmark minskade mellan detta år fram till den nya Trolddomsforordningen af 1617.
Trolldomsparagrafen från 12 oktober 1617 definierade olika former av häxeri och straff i två kategorier: de som använde trollkonster utan avtal med djävulen skulle landsförvisas, medan de som hade begått djävulsförbund skulle brännas på bål vare sig de hade använt sig av trollkonster eller ej.  Denna lagstiftning gällde fram till 1686.
Under 1590-talet hölls flera berömda processer: häxprocessen i Köpenhamn, Gyldenstierne-sagen och Nakkebølle-sagen. I de 63 häxprocesserna i Malmö i det då danska Skåne åtalades 83 personer mellan 1543 och 1663, av vilka 38 avrättades. En av de mest berömda häxförföljelserna i Danmark är den så kallade Köge Huskors, som ägde rum i Köge 1608. 
Rättsmaterialet om de danska häxprocesserna finns bara kvar i sin helhet i fallet Jylland får perioden 1609–1687, och det är alltså bara denna period och plats som för Danmarks del kan undersökas helt: från de övriga delarna finns endast fragmentariskt material och enskilda fall kända. På Jylland hölls 494 häxprocesser under denna period.  297 av dem ägde rum 1617–1625, som var en anmärkningsvärd period av häxpanik, och forskare uppskattar att när denna tid var över, avstannade förföljelserna därför att de flesta personer i bondesamhället, som haft rykte om sig att syssla med trolldom, hade försvunnit, och att det därför inte längre fanns några trovärdiga kandidater för häxåtal kvar. Häxprocessen på Rosborg (1639-1642) ledde endast till tre dödsdomar. Endast en enda dödsdom avkunnades från 1656 och fram till år 1686, då de sista fyra dödsdomarna avkunnades på Jylland. Häxprocessen på Rugård (1685-1686) kom att tillhöra de sista i Danmark. 80 % av de anklagade var kvinnor. Det kanske mest uppmärksammade fallet på Jylland var den mot Maren Spliids. 
Allmänheten på Jylland var ointresserad av djävulspakter och häxsabbater och deras anklagelser gällde som regel skada på människor, djur och egendom med hjälp av trolldom.  Enligt lagen från 1617 var det därför svårt att utdöma en dödsdom, eftersom en sådan krävde en bekännelse om djävulspakt, och en sådan normalt bara kunde fås med hjälp av tortyr, som enligt 1547 års lag var förbjuden före fällande dom. Praktiken skilde sig emellertid från lagen, och landstingsdomarna rättade sig efter folklig mening och utdömde dödsstraff för trolldom utan djävulspakt.  De flesta anklagade var fattiga kvinnor som hade rykte om sig att syssla med trolldom sedan en tid tillbaka, ofta flera år, och som anklagades av sina grannar.
År 1686 förbjöds landstingen att fullfölja avrättningar i trolldomsmål utan bekräftelse från högsta domstolen. Den sista kvinna som avrättades för häxeri Danmark var Anne Palles 1693. Efter häxprocessen i Thisted 1698, där de åtalade alla förklarades oskyldiga, blev danska domstolar ovilliga att anta mål om häxeri. Även om Anne Palles var den sista kvinna som avrättades för häxeri i Danmark, blev Johan Pistorius år 1722 den sista person i Danmark som avrättades för häxeri. Domar förekom efter detta: 1733 dömdes en student och 1752 till fängelse och tvångsarbete för att ha slutit en pakt med Djävulen, och 1803 dömdes två hantverkare till döden för satanspakt, men dessa domar fullföljdes aldrig. 
Liksom i andra länder förekom det att misstänkta häxor lynchades av människor som var frustrerade över att rättsväsendet inte längre ville acceptera trolldomsåtal. Dorte Jensdatter mördades år 1722 av sina grannar som trodde att hon var en häxa, och lynchades Anna Klemens sedan hon hade pekats ut som häxa i Brigsted i Horsens år 1800.

### England
Under medeltiden är ett enstaka antal åtal och även avrättningar för trolldom kända. De gällde ofta åtal mot personer inom eliten och hade politiska syften, så som åtalet år 1441 mot Eleanor Cobham och Margery Jourdemayne, som resulterade i den förras fängelse på livstid och den sistnämndas avrättning för kätteri. England fick sin första häxlag 1542, men denna drogs tillbaka 1547. År 1563 infördes den första mer omfattande häxlagen, som stadgade dödsstraff för trolldom som förorsakat någons död. Agnes Waterhouse är känd som den första som avrättades med stöd av häxlagen, men det var egentligen Elizabeth Lowys som var den första. Lagen modifierades 1604 till att också inkludera personer som försvurit sig till Satan. Häxprocesser förekom främst i England under första hälften av 1600-talet, med en topp under 1640- och 1650-talen, och ebbade därefter ut.
I England flög inte häxor till sabbat, försvor sig inte till djävulen, torterades och brändes inte.  De anklagades för att ha bjäror och skada sina grannars boskap.  De flesta som åtalades för trolldom i England var fattiga äldre kvinnor med dåligt rykte. I England användes som regel inte tortyr, eftersom denna i övriga Europa sanktionerades av den kanoniska eller romerska laggrunden, medan den inte ingick i engelsk Common law. Däremot förekom vattenprovet och andra liknande metoder. I övriga Europa användes ofta avrättningsmetoden bränning på bål, eftersom häxeri räknades som kätteri mot Gud. I England räknades dock häxeri som ett vanligt brott, och de dömda avrättades därför genom hängning, som övriga brottslingar, såvida inte deras trolldom hade inkluderat ett brott som tillhörde de som annars straffades hårdare: om de genom sin magi hade dödat sin make eller försökte begå förräderi, kunde de brännas på bål därför att sådana brott även utan trolldom bestraffades genom bålet.
England var det land där kvinnomajoriteten bland de avrättade var större än i något annat land: 90 %. Mellan 500 och 1 000 personer beräknas ha avrättats för häxeri i England. Häxprocesser förbjöds i England genom 1735 års häxlag.
I England blev Mary Hicks och hennes dotter Elizabeth Hicks år 1716 de sista att avrättas för häxeri.

#### Detretton kolonierna(nuvarande USA)
Även i den engelska kolonin Massachusetts förekom häxprocesser kända som Häxprocesserna i Salem. 19 personer hängdes och en person att krossas under last av stenar.

### Finland (då en del av Sverige)
I Finland, som då var en del av Sverige, är 710 fall av åtal för trolldom kända mellan 1520 och 1699, som resulterade i 115 dödsdomar.  Materialet från Åbo hovrätts arkiv och många av de lokala domstolarna saknas anses dock siffrorna vara i underkant.
Ursprungligen åtalades folk enligt Magnus Erikssons landslag från 1300-talet, där endast maleficium (mord med hjälp av trolldom) kunde leda till en dödsdom, och fram till mitten av 1600-talet var målen 1–2 per år fram till att hovrättspraxis, precis som i Sverige, vid den tiden började skärpa straffen även vid icke skadlig trolldom i enlighet med bibelns bud snarare än landslag, och åtal om djävulsförbund blev vanligare.
En verklig häxhysteri utbröt i Finland under 1670-talet, när det stora oväsendet pågick i Sverige, när minst 157 (troligen 200) personer stod åtalade av vilka minst 41 blev avrättade.
Till skillnad från de flesta övriga länder i Europa, var de flesta åtalade för trolldom i Finland män: av 641 kända åtalade var 325 (51 %) kvinnor, och av 277 fällande domar var 133 (48 %) mot män.  Orsaken till detta anses vara att trolldom i finländsk folktro var något som utövades främst av män, som i Finland oftare tillhörde de klokas yrkesgrupp, som också främst tillhörde de anklagade.
Den typiska häxprocessen i Finland var en privatperson som anklagade en beryktad klok gubbe för att ha förstört livsmedel eller gjort djur sjuka. Häxprocessen på Åland under 1660-talet och Österbotten på 1670-talet utgjorde ett undantag från de flesta övriga häxprocesser i Finland: dessa var Finlands största häxprocesser med många åtalade, och de fokuserade på kvinnor som anklagades för djävulspakt och Blåkullafärd.  Under häxprocesserna i Österbotten 1674–1678 avrättades minst 20 kvinnor och två män.  Häxjakten i Österbotten är uppenbart inspirerade av det stora oväsendet, som då pågick i Sverige, med vilket regionen hade täta handelskontakter. Bonden Martti Laukus spred ut rykten i Pedersöre om flygande häxor, vilket startade häxprocessen där; i Mustasaari 1675 var en av de första utpekade Agneta Kristoffersdotter från Norrland, och i Nykarleby 1677 påstod knekten Mats Simonsson att hans fru hade bekänt sedan hon besökt den skarprättare som halshuggit Agneta; i Kristinestad 1676 och Uleåborg 1678 spelade också barn, liksom i Sverige, en stor roll i processerna då de sagt sig blivit förda av häxor till Blåkulla.
Häxprocesserna fortsatte i Finland och var rentav många under seklets två sista årtionden - 1685–1689 anklagades 14 och 1693–1697 åtalades 22 - men efter 1678 var domstolarna ovilliga att låta en sådan anklagelse gå vidare till dödsdom, och en bekännelse om Blåkulla togs i fortsättningen endast som ett tecken på sinnessjukdom.

### Frankrike
Häxförföljelserna i Frankrike är dåligt utforskade eftersom mycket dokumentation saknas om landets häxprocesser, och något antal för hur många som avrättats kan därför inte ges.  Trots att många andrahandskällor och annat material nämner häxprocesser, kan dessa inte alltid bekräftas.
Under första hälften av 1500-talet nämns enstaka häxprocesser i Frankrike. År 1539 nämns en häxprocess i Beaujoulais som resulterade i fyra avrättningar: 1553 avrättades en "faustisk magiker" i Poitiers; 1558 tre personer i Nevers, och 1562 ytterligare tre personer i Toulouse.
Frankrike införde aldrig någon specifik lag om hur trolldomsmål skulle behandlas, utan överlämnade detta till enskilda domare att avgöra. Jean Bodin utgav 1578 sin Demonomanie, som kom att bli inflytelserik inom häxjakten. Parisparlamentet vägrade dock att göra häxeri till ett exceptionellt brott, så som skedde i många andra länder.
Norra delen av Frankrike låg formellt under Parisparlamentets jurisdiktion, och denna bekräftade bara knappt etthundra av de lokala domstolarnas dödsdomar för häxeri mellan 1568 och 1625, vilket var mindre än en femtedel av de fall som överklagades till den. De lokala dödsdomar i Nordfrankrike som aldrig överklagades till Parisparlamentet är dock okända. Parisparlamentet utfärdade 1588 regleringar för att förhindra "excesser" i förföljelser av häxor och ingrep mot vad de betraktade som överdrifter, men lokala domstolar ignorerade deras rekommendationer.  Från 1624 blev det obligatoriskt för alla lokala domstolar att få sina domar bekräftade av Paris före verkställande, och med ett undantag upphörde Parisparlamentet att godkänna dödsdomar för häxeri efter 1625.
I den södra halvan av Frankrike, som inte låg under Parisparlamentets jurisdiktion, förekom en rad stora och uppmärksammade häxprocesser under första hälften av 1600-talet.
I nuvarande nordöstra Frankrike, främst i Lorraine och France-Comté, ägde cirka 800 häxprocesser rum, med ett stort antal dödsoffer under 1603–1614 och 1627–1632 och återigen i France-Comté med ytterligare 100 dödsoffer 1658–1661. Denna region var dock vid den tiden formellt ännu inte en del av Frankrike.
Det franska ediktet från 1682 kallade häxeri för låtsasmagi, en formulering som kom att göra det svårare att få någon dömd.  Den sista kvinnan som avrättades för häxeri i Frankrike var Peronne Goguillon 1678; det råder delade meningar om huruvida avrättningen av La Voisin i Paris 1680 bör definieras som en häxprocess. Efter detta är dock ett antal avrättningar av män för häxeri kända, av vilka den sista troligen var den av Louis Debaraz, som avrättades i Lyon 1745. Så sent som 1768 ställdes en kvinna för rätta för häxeri i Frankrike, men mottog bötesstraff.

### Irland
Bara en handfull häxprocesser är dokumenterade på Irland, och även dessa få är ofullständigt bevarade, på grund av att så många dokument förstördes under det irländska inbördeskriget på 1920-talet, innan någon forskning hade gjorts i ämnet. 
Den kanske mest berömda häxprocessen på Irland var åtalet mot Alice Kyteler och Petronilla de Meath, som ägde rum år 1324 och anses vara den första häxprocessen på Irland. Alice Kyteler räknas som den första person som dömdes för häxeri på Irland, men lyckades fly, medan Petronilla de Meath brändes på bål. Denna häxprocess är berömd och omtalas ofta, men den är den enda irländska häxprocess under medeltiden man känner till. 
När engelsmännen erövrade Irland infördes engelska lagar, däribland den lag som reglerade häxprocesser, i form av Irish Witchcraft Act 1586. Denna stadgade dödsstraff för mord genom magi och fängelse och skampåle för skada genom magi, och utgjorde ramverket för de trolldomsmålen på Irland. 
År 1578 uppges "två häxor" ha avrättats i Kilkenny, men uppgiften är bara känd som en notis. Marion Fisher dömdes 1655 till döden i Carrickfergus Assizes för att ha förhäxat Alexander Gilbert till döds, men domen upphävdes två år senare. År 1661 dömdes Florence Newton till döden av Cork Assizes för att ha förhäxat Mary Longdon och mördat sin fängelsevakt David Jones med hjälp av magi, och denna dödsdom anses ha gått i verkställighet.
När James Shaw, presbryteriansk präst i Carnmoney Co. Antrim, och hans hustru avled 1672, ryktades de ha blivit förhäxade till döds, och i Antrim Town, Co. Antrim, blev en gammal kvinna lynchad 1698 genom att hängas och brännas av en mobb sedan hon anklagats för att ha mördat en nioårig flicka genom trolldom.
Den största dokumenterade häxprocessen på Irland var häxprocessen i Islandmagee, som ägde rum mellan mars och september 1711 i Carrickfergus, och som resulterade i att åtta kvinnor och en man dömdes som skyldiga till trolldom. Deras straff är dock okända eftersom dokumentationen inte har bevarats. Detta var den sista häxprocessen på Irland. Irish Witchcraft Act 1586 upphävdes formellt på Irland 1821.

### Island
På Island spelade magi sedan förkristen tid en stor roll i folktron. Magin delades in i två områden: galdur, som betyder trollformler och som kunde vara både "vita" (goda) och "svarta" (onda) och som utövades av en galdramästare med hjälp av galdrastafir (trollstavar), galdraböcker, runor eller genom att uttala orden ("gala"); och fjölkungi, som betydde kunskap eller visdom om det övernaturliga, visdom som var nödvändig för att kunna använda galdrar på rätt sätt men som kunde innehas utan att utöva trolldom, liksom trolldom kunde utövas utan att ha sådan.
Denna syn på magi kvarstod i princip oförändrad efter kristningen: det enda bekräftade trolldomsmålet före reformationen är avrättningen av en trollkarl på Grönland 1407, och det är en öppen fråga huruvida det bör räknas som ett isländskt mål. Efter reformationen började trolldomsmål förekomma oftare, men dessa handlade då främst om svartkonst enligt hednisk definition, som inte hade något med Djävulen att göra, och som inte resulterade i dödsstraff: år 1554 dömdes till exempel en präst till förlust av sitt ämbete och landsförvisning för att ha använt svartkonst ur galdraböcker för att locka en flicka till samlag.  År 1589 sades att islänningarna allmänt inte trodde på Satan och att han hade mindre betydelse på Island än i de flesta andra länder.
Den internationella demonologins definition av en häxa som en person som fick lära sig trolldom efter att ha slutit en pakt med Satan, introducerades på Island först på 1600-talet. Mellan 1604 och 1720 förekom 120 häxprocesser på Island, med 22 avrättningar mellan 1625 och 1685, de flesta i Vestfjord.  Efter den första avrättningen 1625 upphörde häxprocesserna fram till 1654–1656, då Island två största häxprocesser utspelade sig, och därefter återigen ett uppehåll, fram till att sexton personer avrättades 1667–1685.  Häxjakten började på Island med en bestämmelse från 1564, som ålade lokala fogdar att rapportera alla former av kätteri, och intensifierades 1630, när den danska trolldomsparagrafen från 1617 infördes på Island.  Samtidigt ökade tron på Djävulen och häxeriet genom att den första isländska boken om häxor utgavs av Gudmundur Einarsson 1627, och Pall Björnssons Characther Bestiae 1630.
Häxprocesserna på Island var ovanliga genom att nästan alla dödsdomar för häxeri gällde män: av 22 avrättningar för häxeri på Island, var endast två mot kvinnor, av vilka dessutom den ena (mot Galdra-Manga) inte är bekräftad. Orsaken till denna könsfördelning var troligen att magi, enligt den isländska föreställningen, uppfattades som en manlig angelägenhet med status. Under hednisk tid hade sejdande visserligen varit kvinnors uppgift, men detta tycks ha förändrats under den katolska medeltiden, då män fick tillgång till kunskap i kloster och latinskolor och främst upptog platsen som de med fjölkungi ('lärdom'): benämningen på dessa var den maskulina formen kunattumadur ('vise mannen' eller klok gubbe), och dessa kunde på Island vara djupt respekterade av allmänheten, så som Jón lærði Guðmundsson (1574–1658), som med hjälp av galdrar ska ha avvisat turkiska slavskepp från kusterna och flera gånger under 1630-talet klarade sig ur häxprocesser utan att dömas.
Häxprocesserna på Island upphörde efter en ny lag från 1686, då alla dödsdomar för häxeri i fortsättningen skulle underställas högsta domstolen i Köpenhamn innan de fick verkställas, där inga sådana dödsdomar kom att godkännas.

### Italien
Forskningen om de italienska häxprocesserna är komplicerad därför att den är splittrad på de som utfördes av inkvisitionen och de som utfördes av sekulära domstolar (av vilka det dessutom fanns flera), och mycket dokumentation saknas, vilket gör uppskattningen av siffror mycket osäker.
De italienska staterna upplevde sin första period av häxprocesser under renässansen, långt före resten av Europa, och häxprocesser som resulterade i avrättningar ökade från och med en häxprocess i Milano 1385 och var vanliga under 1400-talet, då en rad massprocesser ägde rum i Cuneo 1477, Pavia 1479, Veltellina 1460, 1483 och 1485, och i Canavese 1472 och 1475–1676, Pevaragno 1485 och 1489 och Carignano 1493–1494; 
dessa processer nådde sin största intensitet under de Italienska krigen (1494–1530).  Efter de Italienska krigen inträffade en lång period när nästan inga häxprocesser ägde rum i Italien, och avrättningen av Marta från Budrio i Bologna år 1531 var den sista på länge: under flera decennier blev förvisningar och andra straff vanligare.
Inkvisitionen vidtog normalt häxprocesser på allmänhetens önskan, så som då de avrättade 41 kvinnor i Bormio 1485: de respekterade dock normalt den då normala rättsprocessen, och de rättsövergrepp som skedde under de massiva häxprocesserna i Valcarmonia 1518–1521 och Sondrino 1523 ses som undantag.  Inkvisitionens lokala inkvisitorer åtlydde visserligen inte alltid lokalorganets riktlinjer,  men normalt sett hade en åtalad betydligt större rättsskydd om häxprocessen skötts av inkvisitionen än av de världsliga domstolarna, och inkvisitionen ingrep också ibland för att dämpa häxpanik och upphävde domar de bedömde saknade rättssäkerhet.  Normalt sett hanterades inte häxprocesser av inkvisitionen, utan av sekulära domstolar.
Efter 1580 kom 40 % av inkvisitionens mål att ligga på häxeri snarare än kätteri.  Den romerska inkvisitionen förbjöd lösa anklagelser, kontrollerade eventuell partiskhet hos vittnen, och försåg fattiga med försvarsadvokater. I häxprocesser anlitades läkare för att undersöka om sjukdom och dödsfall hade naturliga orsaker, och tortyr användes inte förrän den åtalade hade misslyckats hitta motbevis om denna undersökning uteslöt naturliga förklaringar.  Inkvisitionen fasthöll också kyrkans traditionella syn av häxsabbaten var en djävulsk illusion, och tog accepterade inte att någon åtalad utpekade någon som deltagare i en häxsabbat.  1588 förbjöd den romerska inkvisitonen sina lokala inkvisitioner i Italien att fullfölja mål om häxeri på grundval av en redan anklagads angivelse.  Häxor liksom kättare avrättades aldrig första gången de dömdes skyldiga, om de visade ånger. 97 personer brändes på bål av den romerska inkvisitionen mellan 1542 och 1761, resten frikändes eller gavs andra straff än dödsstraff, vanligen olika former av skamstraff.
I de italienska staterna ökade antalet häxprocesser efter motreformationen och var som intensivast i de lokala sekulära domstolarna mellan 1580 och 1660, varefter de ebbade ut.  Under denna tid sköttes de största häxprocesserna inte av Inkvisitionen utan av sekulära domstolar, och bland de största processerna fanns de i Val di Fassa 1573, 1627–1631 och 1643–1644; Val di Non 1611–1615, Turin 1619, Nogaredo 1640–1647, och Valtellina under 1670-talet.
Sekulära domstolar skötte häxprocesser till långt in på 1700-talet, även om de då mer sällan ledde till avrättningar.  Den sista avrättningen för häxeri i Norditalien fattades av sekulära domstolar, och ägde rum i Piedmonte 1723 och i Venedig 1724.

### Nederländerna
I Nederländerna förekom en del uppmärksammade häxprocesser under 1580- och 90-talen. Förföljelserna upphörde dock tidigare i Nederländerna än i något annat land i Europa.
I juni 1593 upphävde högsta domstolen i förenade Nederländerna, Hoge Raad, en dödsdom för häxeri i Schiedam i provinsen Holland, vilket satte ett precedensfall som i praktiken förhindrade alla framtida dödsdomar för trolldom i Holland: provinsen Utrecht följde detta exempel 1596, Groningen 1597 och Gelderland 1603.
Den sista avrättningen för häxeri i Nederländerna ägde rum i Gorinchem 1608, då Anna Muggen avrättades. 
Därefter förekom en handfull åtal för häxeri utan dödsdom fram till den domen för häxeri i Nederländerna, där en kvinna i provinsen Holland år 1659 dömdes till att stå vid skampålen efter att ha åtalats för att ha gett sina tre döda barn till Satan.
Det faktum att det inte förekom dödsdomar för häxeri i Nederländerna efter 1608 användes under 1600-talet som en del i propagandan mot Spanska Nederländerna, där jurister påpekade att det protestantiska Nederländerna, till skillnad från den katolska grannen i söder, inte hade behov av häxprocesser då ingen visat sig vara skyldig till trolldom och påstått häxeri visat sig vara illusioner. Tron på trolldom och häxeri bland allmänheten kvarstannade dock i Nederländerna, där det fortfarande under 1700-talet förekom anklagalser om trolldom i förtalsmål och även lynchningar av personer som troddes vara häxor.

### Norge
Den norska Landsloven från 1200-talet stadgade dödsstraff för trolldom endast om den använts för att döda eller skada, men inget dödsstraff är känt före 1500-talet, och endast ett trolldomsmål utan dödsdom: det mot Ragnhild Tregagås 1325.
År 1584 införde kungen på rekommendation från biskopen i Stavanger, som oroade sig över befolkningens vana att anlita kloka gummor och gubbar, dödsstraff på alla former av trolldom i Stavanger stift, och 1593 usträcktes denna lag till att omfatta hela Norge.
Mellan 1561 och 1760 ställdes 860 personer inför rätta för häxeri i Norge, av vilka 277 avrättades (mellan 1578 och 1695).  Detta gäller bekräftade mål: allt material är inte bevarat. De bäst bevarade rättskällorna är från Finnmark, Rogaland och Hordaland från 1590-talet och framåt. De fullständiga antalet häxprocesser uppskattas till cirka 1400, med cirka 350 avrättade.
De flesta som anklagades för häxeri Norge var utfattiga, lösdrivare, torpare, tiggare och naturläkare, som i flera år hade ryktats syssla med trolldom, och 80 % var kvinnor.  I 279 fall av 313 var en anklagade en gift kvinna eller änka. 
Den vanligaste anklagelsen var död och sjukdom orsakad av trolldom, och anklagelsen kom ofta efter en konflikt. Allmänheten inkluderade normalt inte diabolism (djävulspakt och häxsabbat) i sina anklagelser, och de åtalade brukade heller inte medge diabolism förrän de torterades - däremot kunde de av fri vilja säga sig utöva vit magi och trolldom ur folkkulturen, som de inte förband med djävulen.  Myndigheter och präster brukade däremot tolka anklagelser och de förhördas svar på dem utifrån internationella handböcker om satanspakt och deltagande i häxsabbat.  Många häxprocesser började också då allmänt åtal väcktes av fogden eller befallningsmannen med hänvisning till allmän säkerhet, då ryktesspridning hade kommit från minst tre hushåll.  
Den misstänkta förhördes sedan under tortyr av fogden och prästen, som utifrån handböcker från kontinenten försökte få de som anklagats för illasinnad magi att bekänna satanspakt. Vattenprovet användes också ofta som metod i Norge. 
En åtalad ska ha sagt till en medfånge: "väljer du att inte genast bekänna bekänna, kommer de att kasta dig på vattnet och lägga dig på sträckbänken. När de har dragit ut din kropp kommer de att öka din smärta genom att nypa dig med glödheta tänger", och en annan sade att "hon hellre ville ljuga detta brottet på sig och förkorta sitt liv än utstå mer tortyr än nödvändigt." Sträckbänken användes allmänt som tortyrmetod, och det förekom också att brinnande svavel lades på den anklagades bröst. Bruket av tortyr före dom var egentligen olagligt enligt den danska lag från 1547 som gällde i Norge, men användes i strid med lagen.  
Efter dom förhördes den dömda på nytt; nu med syftet att peka ut medbrottslingar. En stor andel av de åtalade i Norge var just de som hade pekats ut av en redan dömd person. Många avled under tortyr eller frös ihjäl i fängelset.
Under 1650- och 1660-talet började myndigheterna vid överdomstolarna granska häxprocesserna mer noggrant och ingripa mot de många lagöverträdelser som begicks av de lägre domstolar som skötte häxprocesserna, där tortyr före dom, angivelser från dömda brottslingar, vattenprov och andra olagliga åtgärder var vanliga. Allt fler häxprocesser stoppades på grund av lagliga teknikaliteter, åtalade frikändes och fick skadestånd, vattenprov, tortyr och prästerlig närvaro under förhören förbjöds och avrättningsmetoden med bränning på bål ersattes med halshuggning. Den strängare tillämpningen av lagen gjorde att häxprocesserna kraftigt minskade i Norge efter 1670-talet.
Den norska lagen från 1687 behöll dödsstraff för djävulspakt. Den sista bekräftade avrättningen för häxeri Norge var Johanne Nilsdatters, som ägde rum 1695. Stämningar för häxeri förekom i Norge långt in på 1700-talet, men myndigheterna var under detta sekel ovilliga att låta ett sådant mål gå vidare till dödsstraff. Trolldomsparagrafen avskaffades formellt 1842 och hade då inte använts på ett sekel.

### Polen
Det första trolldomsmålet som är känt i Polen är det som biskop Jakub von Płock (1396–1425) inkluderade i ett kättarmål mot Damian från Borków, men det exakta årtalet är okänt. Den första rättegången om enbart trolldom nämns av Stanislaw Kuropatwa i Dobrzyń den 27 augusti 1473. År 1476 dömdes en Dorota från Zakrzew till att brännas på bål i Poznań för häxeri, men domen genomfördes inte eftersom rättegången ogiltigförklarades: den första bekräftade avrättningen för häxeri man känner till i Polen blev i stället en namnlös kvinna i Waliszew 1511.
Under 1500- och 1600-talets första hälft dömdes 49 kvinnor och 19 män, de flesta i områden gränsande till Tyskland, särskilt i Posen. Det var dock först under perioden 1670–1730 som förföljelserna nådde sin kulmen i Polen.   I Polen varade förföljelserna längre än i många andra länder, och fortsatte hela 1700-talet ut med en mängd häxprocesser i både städer och byar i Wielkopolska under mitten av seklet och fortsatte ända till 1790-talet, trots att lagstiftning då hade förbjudit förföljelserna.
Häxprocesser fördes i Polen både av kyrkan, av sekulära domstolar, och i de privata domstolarna på adelns gods. Fram till första hälften av 1600-talet sköttes häxmålen främst av kyrkliga domstolar enligt en lag från 1543, varpå städernas domstolar tog över dem i högre grad.   Enligt påbud från Mikołaj Prażmowski (1663–1673) och ärkebiskopens Michał Radziejowski (1688–1705) fick sekulära domstolar sköta häxmål endast om de först hade hanterats av kyrkan.   
Denna reform infördes i världslig lag den 17 juli 1672, där också lokala domstolar förbjöds att hantera sådana mål om de inte uttryckligen hade överlämnats till dem av kyrkan eller högre domstol: lokala domstolar förbjöds också att genomföra en dödsdom utan bekräftelse från högre domstol.   Denna lag utfärdades sedan en lokal domstol i Kłodawa hade bränt en grupp kvinnor efter en undermålig rättegång med kraftig tortyr.   Problemet var att denna lag sällan åtlyddes, och att lokala domstolar ändå själva utdömde och genomförde dödsdomar, något som hade en dålig effekt på de åtalades chanser. Lagen efterlevdes så dåligt att den ständigt upprepades, så sent som 1713.   Centraldomstolen ingrep också mot enskilda städer och förbjöd dem specifikt från att fullfölja dödsdomar efter olika incidenter, så som till exempel staden Łęczyca 1702, som även förbjöds att använda vattenprovet, och Przemyśl 1756.   Ytterligare en lag infördes 1745 som förbjöd de sekulära domstolarna genomför häxprocess utan en förhandsbedömning av kyrkliga domstolar, som begränsade bruket av tortyr och vattenprov.
Polens häxförföljelser ägde främst rum under en orolig tid då landet härjades av krig, uppror, svält och pest och undergick en kraftig befolkningsminskning, och allmänheten sökte efter övernaturliga förklaringar till vad som sågs som en apokalyptisk tid av olyckor. Den typiska polska häxprocessen ägde rum i en by eller mindre stad mot en kvinna som anklagades av sina grannar för att ha åsamkat lidande och förstörelse över människor, djur, egendom och hela byar i en tid av katastrofer. De processer som förekom i större städer var få och kortvariga. Befolkningen använde sällan anklagelser om djävulspakt och häxsabbat, men deras klagomål omtolkades ofta till detta av katolska kyrkan och lokala domstolar.   Kvinnodominansen bland de avrättade var hög: i Wielkopolska och Kujawy ägde tio processer rum under perioden 1624–1700 där 116 personer dömdes, varav 111 var kvinnor och endast fem var män.
År 1768 ålades alla lokala domstolar att överföra alla trolldomsmål till högsta domstolen. Under Sejmen i Warszawa förbjöds 23 oktober 1776 tortyr och dödsstraff för trolldom.   Trots dessa lagreformer tycks häxförföljelserna ändå ha fortsatt i lokala domstolar. En uppmärksammad häxprocess ägde rum mot Franciszka Gołębiewska i Gostyń 1773, där den åtalade avled av tortyr; 1786 ägde en häxprocess om trolldom i kombination med mord rum i Ulanow, och 1790 ställdes makarna Maciej och Katarzyna Beret inför rätta i Schöffengericht von Nowy Wiśnicz åtalad av familjen Krzywda för att ha förhäxat kor.   En av de sista häxprocesserna var två kvinnor som ställdes inför rätta i en ospecificerad ort utanför Poznan 1793, anklagade för att ha orsakat en boskapssjukdom på grund av sina röda ögon: det finns dock inte mycket information om detta fall.   Materialet om 1790-talets häxprocesser saknas, men så sent som 1799 ägde en häxprocess rum i Żaszków i Polska Ukraina. Ungefär 3 000–4 000 personer beräknas ha avrättats för häxeri i Polen.
Barbara Zdunk, som avrättades i Preussiska Polen år 1811, var troligen den sista person i Europa som blev lagligt dömd och avrättad för häxeri.

### Portugal
Nästan inga avrättningar för häxeri är kända från Portugal. I bikthandböcker under 1400- och 1500-talet beskrevs trolldom som en synd och ett brott. Den Portugisiska Inkvisitionen betraktade dock inte trolldom som ett prioriterat kätteribrott, utan föredrog att ägna sig åt mål mot så kallade "nykristna", det vill säga ättlingar till judar som konverterat till kristendomen, och nästan alla personer som mottog dödsdomar av Inkvisitionen i Portugal uppges ha varit nykristna som åtalats för bristande renlärighet.  Åtalade för övriga brott, som trolldom, mottog som regel en mild dom i form av botgöring, kroppsstraff och förvisning från församlingen.
Den största häxprocessen i Portugal var häxprocessen i Lissabon 1559, då fem kvinnor från Aveiro brändes på bål på Rossitorget; detta medförde att regenten beordrade en undersökning, som resulterade i att ytterligare en person avrättades i Coimbra 1560.  Efter denna händelse lades alla trolldomsmål under inkvisitionens jurisdiktion, vilket innebar att dödsdomar nästan upphörde på grund av dennas låga prioritering av brottet. Mellan 1626 och 1744 åtalades 818 personer för trolldom av Inkvisitionen: fyra mottog en dödsdom, men endast en avrättning ska ha utförts: Luís de la Penha i Évora 1626. Dessa sju avrättningar är de enda som är kända från Portugal.
De flesta åtal för häxeri som Inkvisitionen fick behandlades under perioden 1710–1760. Många av dem riktades mot personer ur de två yrkesgrupper som traditionellt sysslade med magi: saludadores, manliga naturläkare som främst verkade på landsbygden, där de ägnade sig åt läkekonst med påstått övernaturligt stöd, och signerskorna, spåkvinnor som både på landet och i städerna anlitades av alla samhällsklasser.  Dessa fick nästan samtliga milda bestraffningar, men en del av dem avled i fängelset. Vid mitten av 1700-talet förklarade Portugisiska Inkvisitionen att alla historier och häxsabbat och trolldom var fantasier och tog inte längre emot några trolldomsmål över huvud taget.

### Ryssland
I Ryssland kallades magiker för vedun (trollkarl) eller vedman (häxa), och trolldom för koldovstvo eller charodeivstvo. Som trolldom definierades ungefär samma fenomen som i Västeuropa: vädermagi, spådom, drömtydning, örtmedicin och besvärjelser, men den magi som var föremål för häxprocesser var som regel magi som hade använt för att skada andra: sådan magi kallades porcha, och motsvarade Västeuropas maleficium.  Däremot förekom det ingen tro på häxor som försvor sig till Satan och deltog i häxsabbater.
I Ryssland finns många uppgifter om häxprocesser under medeltiden, när sådana fall var ovanliga i Västeuropa. Vladimir den stores kyrkolag, ustav, lade trolldomsmål under kyrkans jurisdiktion, och införde dödsstraff genom halshuggning enligt den bysantinska nomokanon-lagen, även om Jaroslav den vise istället förespråkade böter för den kvinna som sålde örtmedicin eller magiska amuletter.  År 1024 omtalas att flera personer i Suzdal åtalats för att ha orsakat den pågående torkan, och 1071 avrättades flera kvinnor i Rostov anklagade för att ha förorsakat svälten genom trolldom.  Den arabiska handelsresanden Abu Hamid al-Gharnati uppgav efter ett besök i Kiev 1153 att häxprocesser ägde rum ungefär vart tjugonde år mot gamla kvinnor som anklagades för att ha orsakat något pågående katastrof med hjälp av trolldom, och att dessa utsattes för vattenprovet och kastades i floden, och brändes på bål om de flöt, och 1227 avrättades fyra män för trolldom i Novgorod.  Biskop Serapion av Vladimir förebrådde i en predikan från torkan 1271–1274 sin församling för att tro på hedendom som trolldom och för att anklaga kvinnor för att orsaka torkan genom trolldom och utsätta dem för häxprov genom kallt vatten, judicium aquae frigidium. Häxprocesserna pågick hela medeltiden ut: år 1411 avrättades till exempel elva kvinnor i Pskov.
De ryska häxprocesserna skilde sig från de västeuropeiska häxprocesserna genom att de inte handlade om häxeri, det vill säga om Djävulen, utan enbart om trolldom som hade använts för skadliga syften. Den ryska allmänheten trodde på naturens krafter, som kunde användas av vissa människor för goda eller onda syften, men uppfattade inte att dessa hade något med Satan att göra. Den rysk-ortodoxa kyrkan var djupt fördömande mot trolldom: men inte för att den satte den i samband med Satan, som kyrkan i Västeuropa gjorda, utan för att den bedömde den som rester av hedendom, och utrotandet av häxeriet var för den ryska kyrkan ett utrotande av kvardröjande hedendom och inte förföljelser av personer som försvor sig till Satan.
Under 1551 års kyrkoråd bad kyrkan tsar Ivan den förskräcklige att ingripa mot hedendom (dvoeverie) och trolldom som spådom och astrologi och låta biskoparna bannlysa häxor och de världsliga domstolarna avrätta dem. Tsaren införde inget dödsstraff för trolldom, men i 1552 års lag förbjöds trolldom enligt både kyrklig och sekulär lag, vilket innebar att trolldom därefter kunde lagföras av sekulära myndigheter och inte längre enbart av kyrkan.  Tsar Alexejs första brud påstods ha blivit förgiftad med hjälp av trolldom 1647, och Alexej var särskilt sträng mot häxeri. 1648 års dekret belade alla former av hedendom, däribland häxeri, med dödsstraff, och personer som anlitade häxor med piskstraff eller - vid tre återfall - med förvisning till Sibirien. 1653 års dekret fastställde att dödsstraffet skulle utföras genom bränning på bål, och 1682 inkluderades det i universitetens stadgar.
Den typiska ryska häxprocessen började med att en enskild person anmälde en person för att ha skadat någon med hjälp av trolldom. Ibland förekom det också att ryska kyrkan själv tog initiativ till undersökning av särskilt beryktade personer. Anmälan gjordes till den lokala militärguvernören, voevoden. Båda parter underkastades då förhör. Den som erkände sig skyldig förhördes då om dess lärare och eventuella medbrottslingar. Den som förklarade sig oskyldig eller vägrade samarbeta underkastades tortyr. Objekt som hade använts för att utöva trolldom, så som skrivna trollformler, föredrogs som bevis. Processerna var som regel små, och gällde vanligen inte fler än de personer som från början hade anklagats, och växte därför inte till de stora massprocesser som förekom i Västeuropa.
Mellan 1622 och 1700 refererades 99 fall av häxeri till Moskvas högsta centraldomstol (doklad) från lokala domstolar (voevod): dessa 99 personer ingick i sammanlagt 47 rättegångar, varav sex fall var från Moskva, fyra från Belgorod och två vardera från Kostrona, Voronezh, Lukh och Novgorod, och övriga orter med bara ett fall.  Majoriteten fall är små med bara en åtalad, men tre har över hundra vittnen. Av de 99 åtalade var 59 män och 40 kvinnor, och av de vars domslut är kända (i majoriteten fall saknas uppgifter om hur målen slutade) blev 21 frikända, 10 brändes på bål, 5 förvisades, en rymde och en präst överlämnades till kyrkan att hantera internt.  Ungefär hälften av de åtalade liksom de som anklagade dem var bönder, medan personer ur överklassen förekom oftare bland de anklagande.
Inga häxprocesser är kända från 1500-talets Ryssland, men det framgår att tron på trolldom var stark och anklagelser om trolldom nämns ofta. Tsar Ivan var övertygad om att hans första hustru Anastasia hade avlidit 1560 på grund av svart magi, och under hans oprichnina-utrensningar 1565–1572 inkluderades anklagelser om trolldom ofta i misstankarna mot de bojarer som fängslades.  Även under den stora oredans tronstrider förekom trolldom ofta som anklagelser mot politiska motståndare, och tsar Boris Godunov lät år 1601 förvisa familjen Romanov sedan han anklagat dem från att ha försökt stjäla tronen från honom med hjälp av svart magi.
Ett antal beryktade trolldomsprocesser förekom även vid tsarhovet, vilket sällan skedde i västeuropeiska hov, och tilldrog sig stor uppmärksamhet. Det ryktades att tsaritsan år 1625 avled genom förhäxning, och tsar Mikael gav själv order om tre större häxprocesser vid hovet. År 1635 åtalades en hovdam för trolldom sedan hon tappat en näsduk som innehöll örter. Hon underkastades tortyr och bekände att hon hade anlitat en häxa för att förhäxa sin make att älska henne mer; både hon och hennes make förvisades till Kazan och häxan och hennes make till Charonda.  År 1638 anmälde två hovsömmerskor sin kollega Daria Lamanova för att ha strött aska över tsaritsans trappa, och den följande processen ledde till att åtskilliga personer förhördes under tortyr, bekände och pekade ut varandra tills ett stort antal män och kvinnor och hela familjer förvisades till Sibirien för delaktighet.  Ytterligare en häxprocess utspelade sig vid hovet 1642–1643, sedan en trollkarl i fängelse påstod sig ha makten att förhäxa tsaritsan. År 1689 greps ämbetsmannen Andrej Bezobrazov åtalad för att med hjälp av två trollkarlar ha försökt påverkat tsar Peters hjärta till att inte postera honom långt borta från huvudstaden; han halshöggs på röda torget 8 januari 1690 efter att ha dömts av en bojarjury, medan de två trollkarlarna brändes på bål, hans hustru tvingades gå i kloster och ett flertal direkt och indirekt åtalade förvisades.
Ett antal häxprocesser utanför hovet var särskilt uppmärksammade. I Komaritskaia anmälde år 1648 dragonen Fedka Filipov bykantorns fru Daria Nekrasova för att ha förhäxat honom till impotens nio år tidigare. 142 personer vittnade mot henne, och uppgav att hon hade skadat personer, bland annat en man som blivit sjuk och dött genom trolldom. Ett flertal vittnen uppgav att hon var så ökänd att män avstod från att gifta sig i bykyrkan för att inte bli impotenta på grund av henne. En präst vittnade om att hon på Fedkas bröllop 1639, sedan brudparet gått upp till bröllopsbädden, hade lagt en träbit under trappan till deras rum och urinerat på det. I en häxprocess i Dobroe 1676 anmälde en präst sin tjänsteflicka, hennes make och svärfar för att ha mördat hans hustru och barn genom trolldom, vilket de också bekände. Uppgifter saknas om hur dessa mål slutade.
Den kanske mest kända processen utanför hovet utspelade sig 1647–1648. En av bönderna på ett av furst Nikita Ivanovitj Odovetskijs gods anmälde 
i augusti 1647 Agafia Savkina, hennes syster Ovdotia och dennas svärfar Tereshka Ivlev, till godsets förvaltare eller starosta, för att ha gjort ett stort antal personer sjuka och gett dem tumörer med hjälp av trolldom. Många vittnade om att de hade läst besvärjelser och blandad gravjord i offers dryck. Målet överfördes från godsdomstolen i Shatskoe överfördes till högsta domstolen i Moskva. Ovdotia flydde, men hennes syster och svärfar dömdes 17 november 1648 till att brännas på bål.
Endast två ryska häxprocesser inkluderade västeuropeisk demonologi. I en häxprocess mot sex män i Lukh 1663 som anklagades för att ha förhäxat flera kvinnor och barn, vissa till döds, och som torterats till bekännelser, återfanns bland de skrivna trollformlerna en formel som inkluderade ett kontrakt med Satan, vilket i Västeuropa var det normala men som är unikt för Ryssland. Författaren och ytterligare en åtalad dömdes till döden medan de övriga frikändes.   I häxprocessen i Gadiach, där sex kvinnor brändes 1667 på order av Zaporozhie-kossackernas hetman Ivan Martynovitj Briukhovetskoi sedan de anklagats för att ha gjort honom och hans hustru sjuka och stulit ett foster från livmodern och skurit av ena örat på hans hustru; vittnen uppgav att möss och katter hade setts komma från de fängslade häxornas celler. Detta var normalt i Västeuropa, där häxor antogs ha magiska djur, men var unikt för ryska processer.
Peter den store bekräftade dödsstraffet för trolldom 1716. Anna av Ryssland lät 1731 omformulera lagen så att den därefter klassificerade trolldom som en form av bedrägeri snarare än ett verkligt fenomen, men dödsstraffet för utövarna och piskstraffet för kunderna fick kvarstå, även om det därefter gällde bedrägeri. Katarina den stora gav efter sitt trontillträde order om att dödsstraffet för det bedrägeribrott som kallades trolldom inte längre skulle användas utan att detta bedrägeri skulle behandlas på samma sätt som andra former av bedrägeri, och 1775 omvandlades straffet till att enbart prövas i en så kallad samvetsdomstol, sovestnye sudy, som handhade mål om vidskepelse.

### Schweiz
Schweiz låg på gränsen till nordvästra Frankrike och södra Tyskland, där häxförföljelserna var mer intensiva än någon annanstans i Europa, och tillhör de områden där häxjakten var som värst. En hypotes på 10 000 avrättningar har lagts fram: denna siffra är troligen en överskattning, men det står klart att antalet personer som avrättades för häxeri var mycket hög.
Under medeltiden utbröt en våg av intensiva häxprocesser i västra Schweiz, som varade från 1428 till 1459. Åtskilliga häxprocesser ägde rum under samma sekel, bland dem häxprocessen i Wallis 1430, Fribourg och Neuchâtel (1440), i Vevey (1448), Lausanne (1460), kring Genèvesjön (1480) och slutligen i Domartin (1498 och 1524–1528). Långt innan Häxhammaren (1487) gavs ut, hade häxprocesserna i Schweiz den karaktäristiska definitionen av häxeri om häxor som personer som slöt djävulspakt och samlades till häxsabbater. Under medeltiden utgjorde männen två tredjedelar av de avrättade, men denna könsfördelningen vändes i den motsatta under 1500-talet.
En orsak till att förföljelserna blev så svåra anses vara det splittrade politiska systemet i Schweiz vid denna tid. Centralmakten var svag, och den kejserliga makten hade i praktiken inget inflytande, något som anses ha haft en dålig effekt på de åtalades rättigheter. Förföljelserna tycks också ha varit värre i områden där centralmakten var som svagast: Vaud hade cirka 1700 processer mellan 1580 och 1655, medan Zürich vid samma tid endast hade cirka 80.
Häxprocesserna sköttes i de flesta fall av sekulära domstolar. De flesta åtalen riktades av och mot medlemmar av allmänheten, och anklagelserna gällde som regel skada som åsamkats andras egendom med hjälp av trollkonster, samt deltagande i häxsabbat. De flesta som anklagades var personer som av någon anledning ansågs annorlunda och som haft någon konflikt med den som anklagade dem, och processerna uppkom ofta i tider av kris. Tortyr användes frekvent, och möjligheten att bli frikänd beräknas ha varit under 50 %, på många ställen som är mindre än 25 %. Avrättningsmetoden i Schweiz var ofta bränning på bål, men halshuggning förekom.
Förföljelserna i Schweiz började ebba ut vid mitten av 1600-talet, och under följande sekel blev myndigheterna allt mindre villiga att ta emot stämningar för häxeri och låta ett mål gå till fällande dom. Anna Göldi anses ha varit den sista person som dömdes för häxeri i Schweiz 1782.

### Spanien
En milstolpe i historien kring häxprocesser i Spanien var den berömda häxjakten i Navarra 1525–1526. På uppdrag av Navarras myndigheter sändes en kommissionär för att inspektera byarna i Pyrenéerna. Han tog med sig två flickor på 9 och 11 år som sades kunna peka ut häxor genom att se på deras ögon. Under inspektionsresorna i Pyrenéerna, lyckades denna kommissionär åstadkomma en rad häxprocesser med ett okänt antal avrättade personer, för vars konfiskerade egendom han köpte mässor för att få Guds välsignelse för sitt uppdrag.  
Den Spanska inkvisitionen satte i augusti 1525 stopp för detta och krävde att få hans då 30 misstänkta utlämnade och undersöka vilka riktlinjer man i fortsättningen skulle ha för häxprocesser, som då var något nytt.  
I februari 1526, efter att ha sammankallat ett särskilt möte och ett antal teologiska synpunkter, beslöt Inkvisitionen att godta att "häxor" besökte sabbaten i verkligheten snarare än i fantasin, men de förbjöd konfiskation av egendom för personer som anklagades för häxeri, och avrådde från dödsstraff till förmån för botgöring och omskolning av de dömda.  
Denna mjuka linje följdes i fortsättningen av Spanska Inkvisitionen i mål om häxeri i Spanien, som endast ska ha dömt cirka två dussin personer till döden för häxeri från 1526 fram till 1611.  Inkvisitionens linje befästes ännu en gång efter Häxprocessen i Baskien 1609-1614.
Spanska Inkvisitionen lyckades dock inte alltid hävda jurisdiktion över trolldomsmål från sekulära domstolar, vilket åren 1618–1622 ledde till en svår våg av häxprocesser i Katalonien med cirka etthundra avrättningar innan Inkvisitionen ingrep. Enstaka avrättningar för häxeri utförda av sekulära domstolar förekom till mitten av 1600-talet, innan de ebbade ut. Den sista person som avrättades för häxeri var troligen María Pujol, som avrättades 1767, över ett sekel efter den senaste avrättningen.

### Sverige

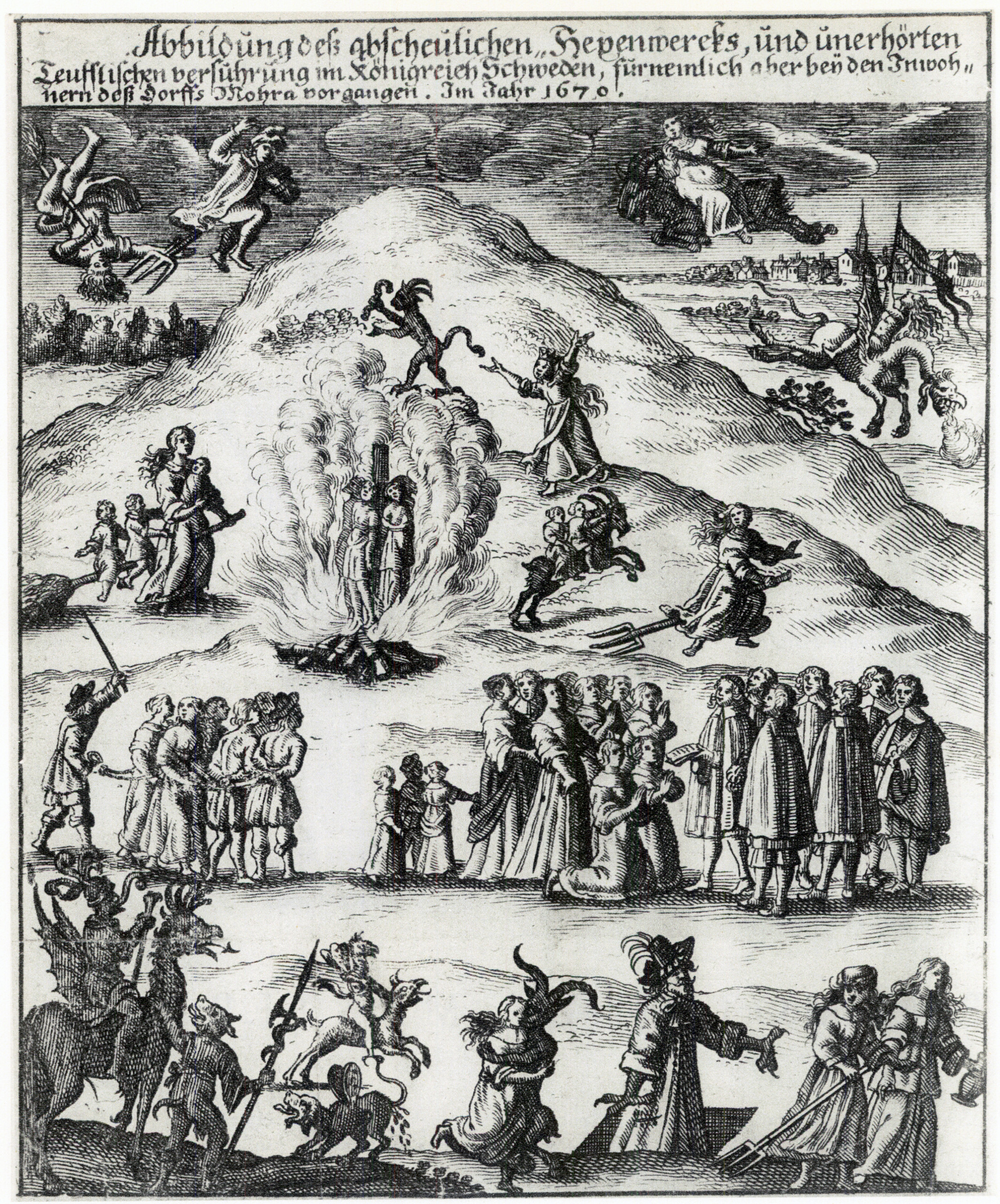
Häxprocess i Mora 1670. Tyskt kopparstick.

I Sverige nämns trolldom i lagen för första gången i Äldre västgötalagen, där den som anklagade en kvinna för att vara häxa skulle fällas för förtal. I de medeltida svenska landskapslagarna var trolldom det enda brott som en kvinna kunde avrättas för, men endast trolldom som orsakade död belades med dödsstraff. I kyrkliga dokument definierades trolldom som djävulskonster under 1300-talet, och under 1400-talet dokumenteras de första avrättningarna för trolldom.
I slutet av 1500-talet började trolldomsmål i Sverige fokusera mer på internationell demonologi, med religiösa brott som djälvulspakter och häxsabbat. Lagen godkände fortfarande inte dödsstraff för enbart sådana brott, men praxis hårdnade, och myndigheter tycks allt mer ha betraktat trolldom som ett undantagsbrott och godkänt tortyr i strid med lagen. Trolldomsmål ökade vid denna tid, även om domstolsmaterialet är sparsamt. I Stockholm, Jönköping och Vadstena blir trolldomsmål 1490-1614 sju gånger vanligare efter 1580. Lagen var dock fortfarande oförändrad och dödsstraffen få i ett internationellt perspektiv: av 150 bekräftade fall före 1614 blev var tionde dömd till döden, 40 fick kroppsstraff eller förvisning, medan 93 frikändes – och i 22 av målen som ledde till friande dom fälldes den som stämde dem dessutom för defamation. De flesta fall under denna tid gällde en kvinna som anklagades av sin granne för att ha gjort hans djur sjuka med magi: om kvinnans make eller far kunde uppbåda tio män att svära henne fri blev hon frikänd, men ofta var det onödigt eftersom domstolarna i slutändan ofta underkände bevisföringen i trolldomsmål.
Från 1614 skulle alla dödsdomar bekräftas av Svea Hovrätt, och dess domar blev vägledande: fram till 1668 godkändes troligen inte över 100 dödsdomar för häxeri. Förutom två processer av mindre epidemisk karaktär i Värmland 1607 och Östergötland runt 1617 och ett hundratal kända ströfall, såsom det mot Elin i Horsnäs år 1611, avrättades nästan alla häxor i Sverige under åtta åren mellan 1668 och 1676, då den häxhysteri, som kallas Det stora Oväsendet bröt ut och orsakade många häxprocesser i landet. Det är också denna häxjakt som är mest utforskad och som brukar beskrivas i historieböckerna. Denna häxjakt var mycket uppmärksammad, och ledde till nästan 300 människors död.
I Sverige halshöggs vanligen de häxdömda före bränningen. Under den stora häxpaniken mellan 1668 och 1676 finns det bara ett enda bekräftat fall då någon brändes levande: Malin Matsdotter under Häxprocessen i Katarina i Stockholm år 1676. Före 1668 var emellertid levandebränning vanligare. Häxprocessen i Finspång från 1617 är ett exempel på en svensk häxprocess med levande bränning. År 1611 blev en kvinna dömd till att brännas på bål i Söderköping, anklagad för att ha försökt förgöra hertigparet av Östergötland av parets kaplan Claudis Prytz. Vid bikten grep hon tag i Prytz prästkappa och hade sånär lyckats dra in honom i det brinnande bålet om mästermannen inte lyckats få loss honom. År 1635 blev tre kvinnor, "Trulkonor som hafua bekent sigh kunna trulla och hafva warit till Blåkulla", dömda till "elden" av Svea Hovrätt. Det finns också fall med dödsdomar från 1610-talet, där avrättningsmetoden inte anges, och eftersom levande bränning för trolldom var tillåtet enligt lag, kan det alltså teoretiskt ha förekommit vid dessa fall. De svenska fall där "häxor" bränts levande på bål torde ändå aldrig ha varit mer än en knapp handfull.
Anklagelser - och i vissa fall även domar - om häxeri förekom alltjämt då och då, även senare. Sammanlagt avrättades omkring 300 personer i de svenska häxprocesserna under det stora oväsendet 1668–1676, vilket är färre än antalet män som under samma tid avrättades för tidelag. Detta antal räknar dock inte de som avrättades före 1668, och det sammanlagda antalet bör därför ha varit fler.  Den 15 juni 1704 halshöggs i Stockholm Anna Eriksdotter, den sista i Sverige som avrättats för häxeri. Den sista gången någon blev dömd för häxeri i Sverige var dock 1724. Dessa domar var inte dödsdomar utan spöstraff. 1734 års svenska lag föreskrev halshuggning, stegel och bål för häxeribrott. 
Sveriges sista häxprocess utspelade sig 1757; 18 personer blev då förklarade oskyldiga efter att ha utsatts för tortyr. 1779 avskaffades dödsstraffet för trolldom.

### Tjeckien
Nuvarande Tjeckien bestod vid denna tid av Böhmen och Mähren. De låg vid denna tid i personalunion med Österrike. De var separata områden under denna tid med sin egen rättskipning. Inom båda gällde dock Koldins stadslag om häxeri från 1579 som den enda häxlagen fram till den kejserliga Josephina-kriminalkoden från 1707. 
Bevarade protokoll finns från 400 häxprocesser i Böhmen mellan 1498 och 1755, med en höjdpunkt omkring 1600. Majoriteten av processerna ägda rum med en enskild individ snarare än en massprocess mot flera, och anklagelsen gällde vanligen svart magi utan någon koppling till Djävulen. De flesta häxprocesserna utfördes av kungliga stadsdomstolarna.  
Den första häxprocess man känner till från Böhmen ägde rum i Kutná Hora (Kuttenberg) 1498, och fem kvinnor avrättades samma år i maj i Prag.  En av de få massprocesserna var den som utfördes på initiativ av adelsmannen Nicolaus von Bubna i Zamberk (Aenftenberg) år 1598 och som resulterade i att 21 kvinnor brändes på bål eller begravdes levande. I Nymburk ställdes 20 inför rätta för häxeri 1602-1617, varav tio avrättades, bland dem tre kvinnor. I Prag utspelade sig en uppmärksammad process år 1644, när tjugo pojkar mellan åtta och 17 år, de flesta av dem elever i jesuitskolan, anklagades för att ha åkallat Satan. 
Den sista som avrättades för trolldom i Böhmen var Jakub Travnicek i Milevsko (Mülhausen) år 1749. Den sista som dömdes för häxeri var herden Jakub Polak i Jistebnice 1755, men han benådades av Maria Theresa 1756. 
I Mähren omtalas den första häxprocessen från Brno i mitten av 1300-talet, då två kvinnor uppmanades svära sig fria från anklagelserna. Den första avrättningen för häxeri var en kvinna i Uherské Hradisté år 1494. Trolldomsmålen utfördes av stadsdomstolarna i den kungliga städerna, och från 1700 hanterades de av högsta domstolen i Prag. Heinrich Kramer, författaren till Häxhammaren, var påvlig inkvisitor i Olmütz 1500-1505, men få processer är kända från denna tid. De flesta häxprocesser i Mähren handlade om åtal för svart magi utan samband med Satan, med endast en enda person åtalad. En av få massprocesser var den i Velká Bites, där 30 kvinnor avrättades åren 1571-1576, femton av dem under sistnämnda år. Generellt var häxförföljelserna blygsamma i Mähren, med undantag för den stora häxpaniken i norra Mähren 1678-1696, där omkring hundra personer avrättades på order av domaren Heinrich Franz Boblig von Edelstadt i Velé Losiny och Sumperk efter påstått samröre med Satan, bland dem den katolska prästen Christoph Alois Lautner, som brändes levande i Muhelnice 1685; dessa processer följde också helt mönstret om demonologi-ideologiska häxprocesser, vilka annars var ovanliga i Mähren. Tiden 1730-1750 skedde ett antal häxprocesser i samband med en vampyrpanik som då pågick i området. Den sista personen som åtalades för häxeri var möjligen torparen Thomas Manisar i Horni Mesto år 1755.

### Tyskland

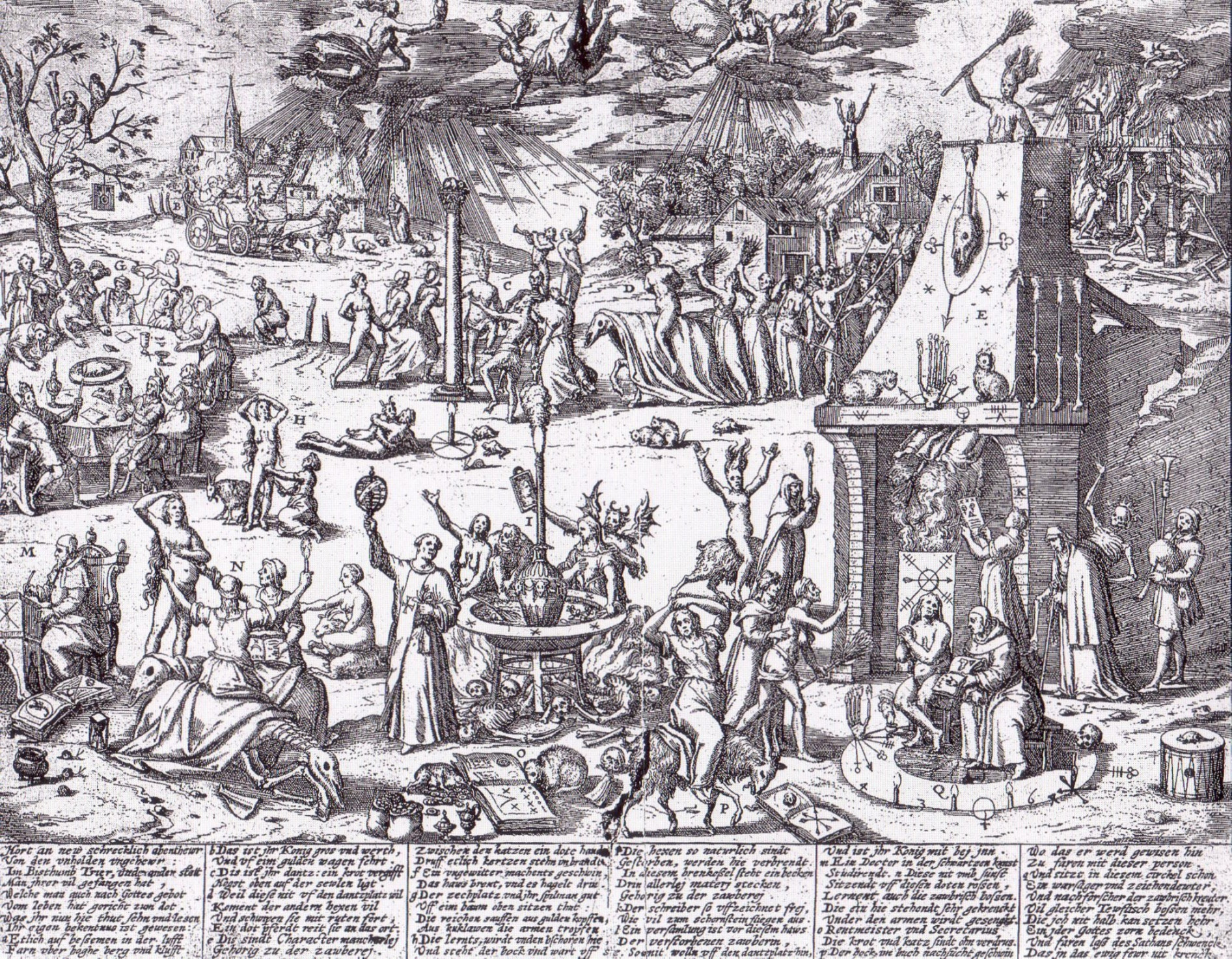
Häxprocessen i Trier (Pamflett, 1594)

Tyskland beskrivs som det land i Europa där häxförföljelserna var som mest intensiva, och där häxprocesserna växte sig som störst, med fler avrättade än i något annat land.
Tyskland, som under denna tid utgjordes av det kejserliga Tysk-romerska riket, bestod av en samling självstyrande småstater, både protestantiska och katolska, som alla hade egna lagar och praxis, och där förföljelserna därför varierade. Formellt sett var dock alla stater under den kejserliga centralmaktens jurisdiktion, och åtalade i häxprocesser kunde överklaga domar mot sig och anhöriga hos den kejserliga domstolen. Den kejserliga centraldomstolen brukade ofta motta sådana överklaganden välvilligt, men hade svårigheter att i praktiken ingripa mot enskilda stater. 
En handfull stora massprocesser mot häxeri, som ägde rum i några självstyrande katolska biskopsfurstendömen i sydvästra Tyskland mellan 1587 och 1639, beräknas ha stått för en tredjedel av alla avrättningar för häxeri i Tyskland, och för en fjärdedel av alla avrättningar för häxeri i hela Europa. De häxprocesser som ägde rum i de tyska biskopsfurstendömena kunde pågå utan uppehåll i flera års tid, och resultera i hundratals avrättningar.  
Dessa processer var ökända i Europa, och den samtida Herman Löher konstaterade: "De romersk-katolska undersåtarna, bönder, vinodlare och hantverkare, tillhör de mest skräckslagna människor på jorden, eftersom de falska häxprocesserna påverkar de tyska episkopala territorierna ojämförligt mycket mer än Frankrike, Spanien, Italien eller [hos] protestanterna."
Dessa jättelika massprocesser började med häxprocessen i Trier (1587-1593), som resulterade i cirka 500–1 000 dödsfall. Häxjakten spred sig därefter ut över byar genom byinkvisitorer och vidare till andra städer och stift, och resulterade i återkommande vågor av förföljelser 1593–1898, 1601–1605, 1611–1618 och 1627–1631. Bland de massprocesser som följde fanns häxprocessen i Fulda (1603–1606) med 250 offer, häxprocessen i Alzenau (1605) med 139 offer, häxprocessen i Ellwangen (1611–1618) med 430 offer, häxprocessen i Mainz (1626–1631), häxprocessen i Bamberg (1626–1631) med 1 000 offer, innan denna massvåg avslutades i Köln 1639.
Båda könen och alla åldrar fanns representerade bland de avrättade, även om majoriteten var kvinnor, och de manliga åtalade kallades också "häxor", som användes som ett könsneutralt uttryck. I dessa städer förekom också avrättade från alla samhällsklasser, medan det i övriga Europa främst var fattiga människor som avrättades för häxeri.
Häxförföljelser förekom även i övriga Tyskland, även om de som ägde rum i sydvästra Tysklands biskospfurstendömen var exceptionella. Religion i sig tycks inte ensamt ha varit avgörande, även om den största processerna ägde rum i katolska biskopsdömen. Det protestantiska hertigdömet Sachsen-Lauenburg lät avrätta hundratals personer för häxeri under bara några få år kring 1630, sedan dess lutherska prästerskap hade framhållit de katolska häxförföljelserna i sydväst som ett föredöme, medan kurfurstendömet Bayern, den största katolska staten i Tyskland, endast avrättade cirka 271 personer för häxeri sammanlagt, av vilka de flesta före 1615: den regerande kurfursten hade, året efter häxprocessen i Schongau 1589, som beskrivs som den värsta, utfärdat en häxlag som beskrivs som ovanligt mild för sin tid.
I sin helhet var dock förföljelsen mer intensiv i det katolska Sydtyskland än i det protestantiska Nordtysklands stater. I hertigdömet Brandenburg (senare Preussen) i Nordtyskland avrättades cirka 200 personer mellan 1505 och avrättningen av Dorothee Elisabeth Tretschlaff 1698, med en höjdpunkt på 20 personer 1606, innan alla sådana domslut krävde monarkens samtycke, och denne 1721 förklarade att några sådana domar inte längre skulle bekräftas av honom.
Traditionellt sett har Helene Curtens och Agnes Olmanns beskrivits som de sista som avrättades för häxeri i Tyskland; det skedde 1738. I själva verket var den sista troligen Anna Schnidenwind, som avrättades i Endingen 1751. Maria Anna Schwegelin blev den sista person som dömdes till döden för trolldom i Tyskland år 1775, men dödsstraffet blev aldrig verkställt.

### Ungern
Trolldom förbjöds redan av Stefan I av Ungern på 1000-talet, under förutsättning att det förorsakade människors död (maleficium och veneficium), och under medeltiden nämns ett antal avrättningar för trolldom: 389 trolldomsmål där den åtalade underkastas järnbörd nämns från Varad 1208–1235, och uppgifter om minst femton häxor som bränts på bål mellan 1360 och 1437 (de flesta i nuvarande Kroatien).
Förföljelserna ökade i Ungern vid slutet av 1500-talet, men nådde sin kulmen först 1690–1750. Mellan 1520 och 1780 ställdes 1642 personer inför rätta för häxeri i Ungern (1 482 kvinnor och 160 män) av vilka 412 var kvinnor och 37 män.  Detta gäller de bekräftade fallen: de verkliga antalet bedöms vara cirka 800, borträknat fallen före denna period. Det mest berömda ungerska fallet var häxprocessen i Szeged 1728, där 13 av 28 anklagade brändes på bål.
Ungern var 1526–1699 delad i flera delar: Norra Ungern (med Kroatien, Slovenien och Slovakien) låg under Österrike, Södra Ungern under det tukiska Osmanska riket, och östra Ungern (Transsylvanien) var ett autonomt furstendöme under turkisk överhöghet: därefter lades alla dessa delar under Österrike. Praxis skiftade mellan dessa delar. 
Norra Ungern påverkades av det katolska Österrikes attityd till häxförföljelser. I södra Ungern var turkarna totalt ointresserade av att förfölja häxor.  I Transsylvanien, där en stor del av stadsbefolkningen var tyska protestanter, började förföljelserna under påtryckningar av den lutherska kyrkan efter förebild från Tyskland: 19 häxprocesser ägde rum mellan 1565 och 1593, och det utfärdades en lag mot svartkonst 1614. 
När Ungern hade förenats under Österrike, infördes år 1696 Practica Rerum Criminalum, som sedan 1656 varit lag i Österrike, även i Ungern, och blev den vanliga rättskällan för häxprocesser där.
I Ungern härstammade ett åtal för häxeri ofta ur en personlig konflikt, något som förekom både inom bondebefolkningen, borgerskapet och inom adliga kretsar, där olika familjer anklagade rivaler och deras familjer för att ha åsamkat skada med hjälp av trolldom. Adliga anklagade biträddes av försvarsadvokater och fick oftare vittnen som ställde upp till deras försvar.  Det var också vanligt att bybor anklagades för häxeri av de österrikiska soldater som var inkvarterade i dem.  Det förekom också att åtalade personer framgångsrikt pekade ut personer ur en högre samhällsklass som medbrottslingar, och att barn pekade ut vuxna. Naturläkare, tudos, förekom bland de anklagade, liksom även taltos, de män och kvinnor som fungerade som shamaner enligt ungersk folktro.  Taltos påstod sig själva lämna kroppen och fara på en ko till nattliga sammankomster där de utförde rituella strider med andra taltos, något som i förhör av myndigheterna omtolkades till häxsabbater.  Ungerns motsvarighet till Blåkulla uppgavs vara St Gellert utanför Budapest, något som uppgavs i ett vittnesmål från 1682.
Ungerska häxprocesser sköttes som regel av adelns feodaldomstolar på landet eller stadens domstolar i städerna: kyrkan var i princip aldrig inblandad.  Vattenprov och tortyr (både för bekännelse och för att utpeka medbrottslingar) var normalt i ungerska häxprocesser. 
På vissa håll förekom värjomålsed, där en åtalad kunde svära sig fri med hjälp av edsmän. Avrättningsmetoden var bränning på bål (ibland levande, ibland efter halshuggning), fyrdelning, stening (i det kalvinistiska Debrecen) eller levande begravning i törnesnår.
I mitten av 1700-talet övertygade hovläkaren Gerard van Swieten drottning Maria Teresia om att häxprocesserna i Ungern måste stoppas (bland annat genom att uppmärksamma en felaktig dom mot en viss Heruczina från Slovenien, som han personligen hade intervjuat 1758) vilket ledde till att en rad domar enligt kunglig befallning summariskt omvandlades till frikännanden i den kungliga appellationsdomstolen från 1756 och framåt.  År 1768 förbjöds slutligen dödsstraff för trolldom i Ungern av Maria Teresia.  Trots detta ägde den sista avrättningen för häxeri rum i Ungern först 1777, i Kesmark (Kezmarok).

### Österrike
I Österrike hölls år 1485 en uppmärksammas häxprocess i Innsbruck, som blev ryktbar därför att Heinrich Kramer skrev Häxhammaren i besvikelse över att samtliga åtalade undslapp dödsstraff. Efter detta förekom dock inte några större förföljelser förrän under 1500-talets slut, då häxprocesserna i Österrike ökade parallellt med motreformationen. Elisabeth Plainacher blev år 1583 den enda person som avrättats för häxeri i Wien.
Under 1600-talets början ägde massprocesser rum, i stil med häxprocessen i Bregenz 1609, som ledde till sexton avrättningar. I Österrike sköttes häxprocesser av lokala sekulära domstolar, med få överklaganden till centralmyndigheten: de sköttes inte direkt av kyrkan, men kunde ändå skötas av höga präster i deras godsdomstolar. Förutom åtalen om skada vållad genom trolldom, förekom anklagelser om vanhelgelse av nattvarden ofta i häxerimål. Kvinnor var i majoritet bland de anklagade, men på vissa håll kunde en tredjedel av de anklagade vara män, då oftast romer, lösdrivare och andra män med låg status. Tortyr användes frekvent, och processerna kunde genom utpekande av medbrottslingar genom tortyr växa sig mycket stora. Häxjakten i Österrike nådde sin kulmen under andra hälften av 1600-talet.
I början av 1700-talet började centralregeringen alltmer att frånta lokala domstolar deras kontroll över häxprocesserna, vilket inledde en minskning. Efter 1730 förekom endast enstaka individuella fall, och 1749–1750 avrättades den sista personen för häxeri i Österrike, Maria Pauer. Häxprocesser förbjöds av Maria Teresia år 1768.
Ungefär 1 500 personer beräknas ha avrättats för häxeri i Österrike.

## Icke kristna häxprocesser
Häxprocesser har inte enbart förekommit inom den kristna kulturen. En tro på ondsint trolldom och en förföljelse av "häxor" har även förekommit inom andra kulturer världen över. Häxprocessen har då sett annorlunda ut och tillhört den kultur där de utförts, men den har det gemensamt med den kristna häxprocessen, att "häxorna" uppfattas utöva ond magi till övriga innevånares skada, och de har då utsatts för förföljelse och ibland även dödats. Den här typen av häxprocesser förekommer fortfarande i vissa delar av världen.

### Afrika
I många länder i Afrika söder om Sahara finns en tro och en rädsla för häxor, som periodvis förorsakar häxjakter organiserade av professionella häxjägare som identifierar häxor, som sedan lynchas.  Länder som är särskilt påverkade av detta fenomen inkluderar Sydafrika, Kamerun, Demokratiska republiken Kongo, Gambia, Ghana, Kenya, Sierra Leone, Tanzania och Zambia.
Den 21 maj 2008 rapporterades att en lynchmobb i Kenya hade bränt åtminstone elva personer levande för häxeri.
Två rättsprocesser inleddes under 2013 i Borås där två olika föräldrapar åtalades för att de plågat och misshandlat sina döttrar under vanföreställningen att de drev ut onda andar ur häxor, det ena paret under inflytande av kongolesisk vidskepelse.

### Indien
Under 1840-talet kunde den brittiska kolonialmakten, som just hade börjat styra över västra Indien, konstatera att inhemska häxprocesser förekom bland ursprungsbefolkningen där.  Britterna förbjöd häxprocesser, men de förekom även i fortsättningen, nu utanför rättssystemet.
I Indien förekommer fortfarande att kvinnor (utanför rättssystemet) anklagas för häxeri i tvister kring land och egendom eller som bestraffning för att ha tackat ned till sexuella förslag. Den anklagade kvinnan kan då tvingas lämna sitt hem och familj eller tvingas begå självmord. De flesta sådana fall är inte rapporterade då de fattiga och illitterata kvinnor det oftast gäller har svårt att göra anmälningar hos polisen: enligt Free Legal Aid Committee i Jharkhand blir bara två procent av de som ställts inför rätta för häxjakt fällda.  År 2010 uppskattades mellan 150 och 200 kvinnor ha dödats som häxor i Indien, och 2 500 mellan 1995 och 2009.  Häxlynchningarna är svårast i det fattiga Jharkhand, Bihar och Chhattisgarh.

### Indonesien
Det förekommer en tro på magi utövad av häxdoktorer kallade dukun, som allmänt utför vit magi, men som också fruktas utföra en ond sådan.
Kollapsen av Suhartodiktaturen 1998 utmynnade i en häxjakt som resulterade i mord på omkring 400 människor under de närmast följande åren.  Anklagelser, häxjakter och häxmord har sedan dess förekommit i mindre skala.

### Nepal
I Nepal förekommer häxmord på främst lågkastiga kvinnor, som kan utsättas för anklagelser, misshandel, tortyr, offentlig förnedring och mord. Regeringens jämställdhetsminister Sarwa Dev Prasad Ojha fördömde 2010 detta som samhällets värsta vidskepelse.

### Papua Nya Guinea
Det finns en stark folklig tro på trolldom i Papua Nya Guinea, som också skiljer på vit magi (god) och ond magi (ond). Vit magi är laglig, medan svart magi var förbjuden i lag enligt 1976 Sorcery Act med ett fängelsestraff på två år, fram till att lagen avskaffades 2013. Lynchningen av kvinnor som anklagas för häxeri är ett problem i landet, och en statlig utredning från 2009 rapporterade att utomrättsliga fall av tortyr och mord på anklagade häxor hade spridit sig från högländerna med migrerande bybor ned till städerna.
I juni 2013 blev fyra kvinnor torterade och en mördad sedan de hade anklagats för häxeri för att de hade högre standard än sin omgivning.
Kepari Leniata dödades efter ha anklagats för att vara en häxa, händelsen inträffade på Papua Nya Guinea 2013.

### Saudiarabien
I Saudiarabien kan man dömas till döden för att ha utfört trolldom.
Det råder dödsstraff för trolldom i Saudiarabien, även om dess definition är diffus.
År 2006 dömdes en illitterat saudisk kvinna, Fawza Falih, till halshuggning sedan hon av polisen torterats att sätta sitt fingeravtryck på en bekännelse om att hon hade förtrollat en man impotent med hjälp av häxeri, en bekännelse som inte hade lästs upp för henne innan. Domen överklagades när bekännelsen togs tillbaka, men dödsdomen bekräftades av domstolen.
År 2007 avrättades egyptiern Mustafa Ibrahim för trolldom sedan han bekänt att han försökt separera ett äkta par med hjälp av häxeri, begått äktenskapsbrott och vanhelgat koranen.
Enligt en rapport från november 2009 hade 118 personer, varav 74 procent kvinnor, arresterats i provinsen Makkah samma år för att utövat magi och "använt Allahs bok på ett nedsättande sätt".
Human Rights Watch rapporterade samma år att häxprocesser spred sig därför att "saudiska domstolar godkänner en veritabel häxjakt från den religiösa polisens sida".
Den 12 december 2011 halshöggs Amina bint Abdulhalim Nassar i al-Jawf sedan hon dömts skyldig till att ha utövat häxeri.

## Avrättningsmetoder
Personer som dömts till döden för häxeri och trolldom avrättades med olika metoder i olika länder. Nedan följer en förteckning över de vanligaste metoderna i respektive länder.
- Danmark: Bränning på bål.
- England: Hängning. Bränning på bål förekom i enstaka fall. Detta gällde även i de tretton kolonierna.
- Frankrike: Bränning på bål eller halshuggning. Bränning på bål förekom som regel för dem som ansågs ha störst skuld i brottet.
- Island: Bränning på bål.
- Nederländerna: Bränning på bål. Ibland föregånget av strypning.
- Norge: Bränning på bål.
- Polen: Bränning på bål.
- Portugal: Bränning på bål. Det förekom också att den dömde garotterades (stryptes) före bränning.
- Saudiarabien: Halshuggning.
- Schweiz: Bränning på bål. Det förekom även att den dömde halshöggs före bränningen.
- Skottland: Hängning. Bränning på bål förekom i vissa fall.
- Spanien: Bränning på bål. Det förekom även att den dömde garotterades före bränning. Detta gällde även i det då spanska Belgien och Latinamerika.
- Sverige: Halshuggning. Liket brändes sedan på bål. Bränning på bål förekom dock i enstaka fall.
- Tjeckien: Bränning på bål.
- Tyskland: Bränning på bål. Det förekom även att den dömde halshöggs före bränningen.
- Ungern: Bränning på bål.
- Österrike: Bränning på bål. Det förekom även att den dömde halshöggs före bränningen.

Bränning på bål var den normala avrättningsmetoden för häxeri i de flesta länder. Det förekom dock att de som ansågs ha minst skuld i brottet och samarbetat med myndigheterna fick bli avrättade genom en annan metod innan kroppen brändes.

## Arvet efter häxprocesserna
Det finns flera samtida arv efter häxprocesserna – politiska, språkliga och sociologiska. "Häxa" används som ett skällsord mot kvinnor, tillsammans med liknande ord som "hagga" och "bitch". Idén om kvinnan som lurendrejare eller förförerska/fresterska stärktes ytterligare i och med häxprocessernas utbredning. Det är en misogyn ideologi som plockats upp av dagens incel-rörelse, som skriver i sin egen ordlista att en häxa är en "ful kvinna", samt har en mycket negativ syn på kvinnor. Flera författare och teoretiker har gjort kopplingen mellan Hora-madonna-komplexet och häxprocesserna, där man menar att häxprocesserna innebar att klyftan mellan män och kvinnor ökade, samt att synen på kvinnan blev splittrad i dikotoma kategorier.
Häxan återkommer i populärkulturen, inte minst i Disneyfilmer, där över femtio häxor porträtteras som negativa stereotyper av svärmödrar, änkor, femme fatales med mera. Det är också vanligt att offentliga kvinnor blir kallade häxor. Ett exempel är Hillary Clinton, vars motståndare ritat många nidbilder av henne porträtterad som häxa, tillsammans med texter som "Ditch the Witch". Ett annat exempel är Christine Villemin som blev kallad "Witch mother" av media, när hon burit smink och tighta kläder strax efter att hennes son Gregory avlidit.

### Påskkärringar
Att gå påskkärring kring skärtorsdag och påskafton är en tradition som sträcker sig minst till 1800-talet, möjligen längre. Traditionen bygger på folktron kring häxsabbat där häxor far till Blåkulla på skärtorsdagen för att ha samröre med djävulen. De första var vuxna som imiterade "häxor" för att skrämmas, medan det idag främst är barn i Sverige och Finland som går påskkärring med kvast och panna.

## Häxjakt sommetafor
I vår tid förekommer ibland att rättsväsen, massmedia och allmänheten beslutar att bekämpa ett oönskat fenomen, till exempel pedofili, rasism eller terrorism. Den som tycker kampen får överdrivna proportioner och slår mot oskyldiga människor talar ibland om en "häxjakt". Sålunda säger till exempel den bedrägerimisstänkte VD:n Tomo Razmilovic i en intervju från DI den 13 mars 2006 att "Jag är offer för en amerikansk häxjakt på företagsledare".

## Häxjakt inom populärkulturen
Sången "Häxprocess" av Kjell Höglund handlar om häxprocesser i överförd betydelse.
Sången "I Lågornas Sken" av Nordman handlar om en kvinna, angiven av några unga grannpojkar och dömd för häxeri.
Mattias Alkbergs album Häxor handlar om kvinnors liv i en patriarkal värld, och kom till efter att han sett filmen The VVitch.

## Dokumentärer om häxprocesser
- The Burning Times av Donna Read (1990)